# Volontaires de la révolution belge de 1830

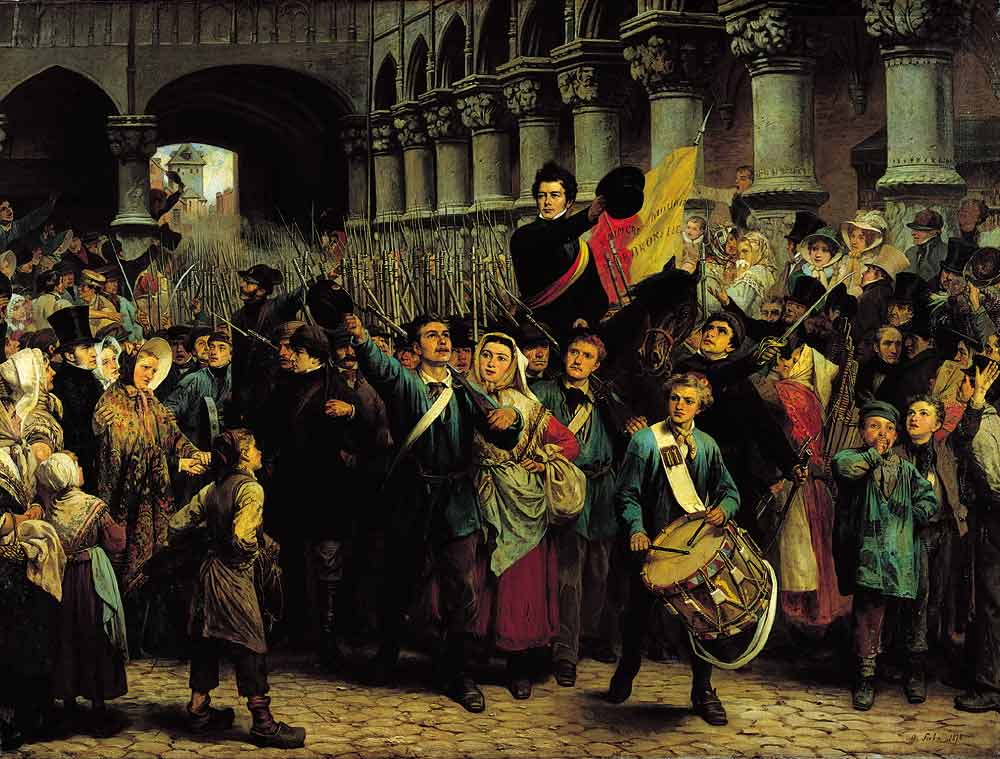
Le départ des volontaires liégeois pour Bruxelles, par Charles Soubre, toile de 1878.

Les volontaires de la révolution belge de 1830 désignent les personnes, citoyens ou combattants, ayant pris une part à la révolution belge qui débute lors des émeutes d’août 1830 à Bruxelles, et entraine l'insurrection de 1830 dans les Pays-Bas méridionaux puis l'indépendance de la Belgique du Royaume uni des Pays-Bas ainsi que la guerre belgo-néerlandaise.
Si la majorité est belge, des volontaires viennent également de l'étranger avec, parmi ceux-ci, une proportion considérable de Français ainsi que de combattants luxembourgeois, mais aussi des anglais, des prussiens et d'autres résidents étrangers en Belgique comme des portugais ou des italiens.
D'un point de vue des classes sociales, on distingue deux grandes tendances : d'une part la masse populaire, composée essentiellement d'ouvriers, de paysans, d'artisans, d'anciens militaires déserteurs ou vétérans, qui se réunissent notamment en corps francs et, d'autre part, les gardes bourgeoises qui, comme leur nom l'indiquent, sont essentiellement composées de bourgeois ayant pour but d'assister les autorités dans le maintien de l'ordre public et de défendre les intérêts des marchands, ainsi que de protéger leurs biens des émeutes et des pillages du peuple affamé et révolté. Certains combats opposent d'ailleurs le peuple aux bourgeois, comme c'est le cas avec la garde bourgeoise d'Anvers qui tire sur la foule et fait plusieurs morts le 28 août.

## Contexte

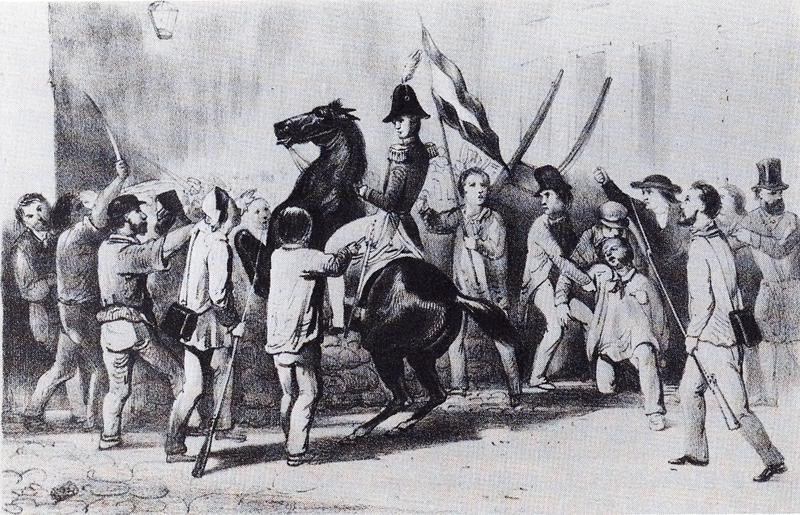
Le prince Guillaume, l'un des deux fils du roi, pris à partie par la foule lors de son entrée dans Bruxelles, le 1 septembre 1830.

Après la chute de Napoléon Bonaparte et du Premier Empire français, les puissances européennes victorieuses se réunissent lors du congrès de Vienne pour redessiner les frontières des états européens. Elles décident de créer de toutes pièces un état-tampon entre la France et la Prusse, souhaitant disposer d'un rempart contre les éventuelles nouvelles ambitions expansionnistes françaises. C'est ainsi que, le 15 mars 1815, le royaume uni des Pays-Bas voit le jour avec, comme souverain, Guillaume Ier de la maison d'Orange-Nassau. Le nouveau royaume marie une nouvelle fois deux populations séparées depuis la fin du XVIe siècle, lorsque la république des Provinces-Unies (les futurs Pays-Bas, majoritairement protestants) s'émancipe de la monarchie des Habsbourg, alors que les Pays-Bas méridionaux (la future Belgique, peuplée essentiellement de catholiques) se divisent entre les Pays-Bas autrichiens et la principauté de Liège. Les « Belges » représentent alors la majeure partie de la population avec 3 921 082 habitants, contre 2 314 087 « hollandais » en 1829. Ils sont cependant sous-représentés dans les fonctions principales, tant politiques que militaires, avec une écrasante majorité d'officiers néerlandais dans les forces armées du Royaume uni des Pays-Bas, tandis que la troupe est essentiellement composée de « locaux » engagés dans la population environnante. C'est ainsi que, lors de la révolution belge, de nombreuses garnisons du Sud se révoltent et prennent la cause de l'insurrection. Les désertions massives des soldats « belges » laissent les citadelles et leurs officiers à la merci des révolutionnaires, comme dans la majorité des places fortes de la barrière de Wellington. La prise de ces dernières tout au long de la révolte puis de la guerre belgo-néerlandaise, permet non seulement aux volontaires de se débarrasser de la présence militaire néerlandaise, mais aussi de s'armer en vue des combats.

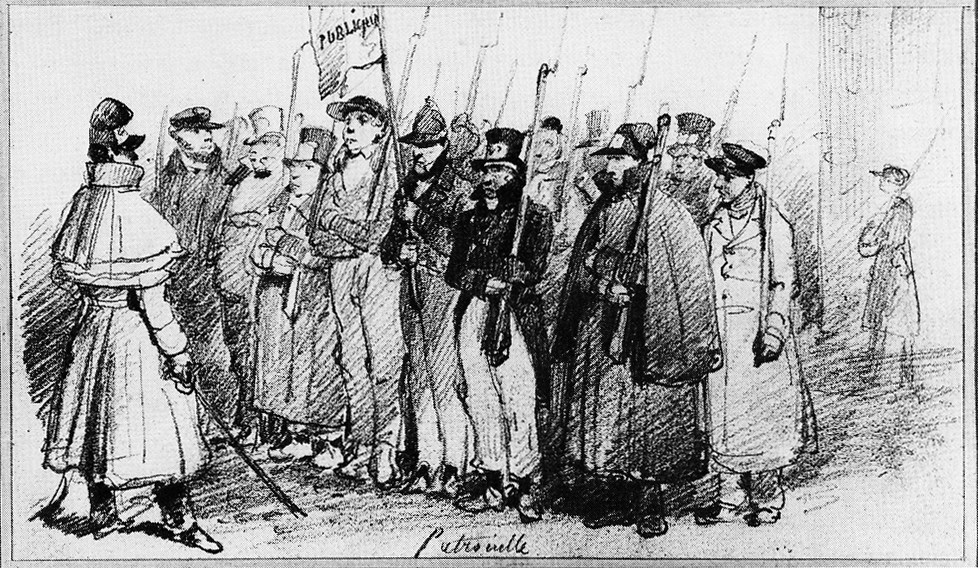
Une patrouille de volontaires belges dans les rues de Bruxelles en 1830.

L'insurrection belge débute à Bruxelles le soir du 25 août 1830, un mois après la deuxième Révolution française. Elle se caractérise d'abord par les émeutes déclenchées à la suite de la représentation de la pièce de théâtre la Muette de Portici au théâtre de la Monnaie, mais fait rapidement tache d'huile dans la majorité des provinces méridionales puis dans le Grand-duché de Luxembourg, alors en union personnelle avec le Royaume uni des Pays-Bas. Des émeutes éclatent un peu partout et les villes constituent des gardes bourgeoises pour maintenir l'ordre public. C'est lorsque le roi Guillaume envoie ses fils, Guillaume et Frédéric d'Orange-Nassau, avec une armée de 6 000 hommes aux portes de Bruxelles dans le but de faire revenir l'ordre, que la révolte s'organise militairement. Dès le 2 septembre la garnison néerlandaise est chassée de Louvain et, le même jour, le premier corps francs liégeois part vers la capitale, mené par Charles Rogier. Ce n'est véritablement que lors de la victoire surprise des Journées de Septembre contre l'armée néerlandaise que le conflit va se militariser et devenir la guerre belgo-néerlandaise.

## Les gardes bourgeoises et urbaines

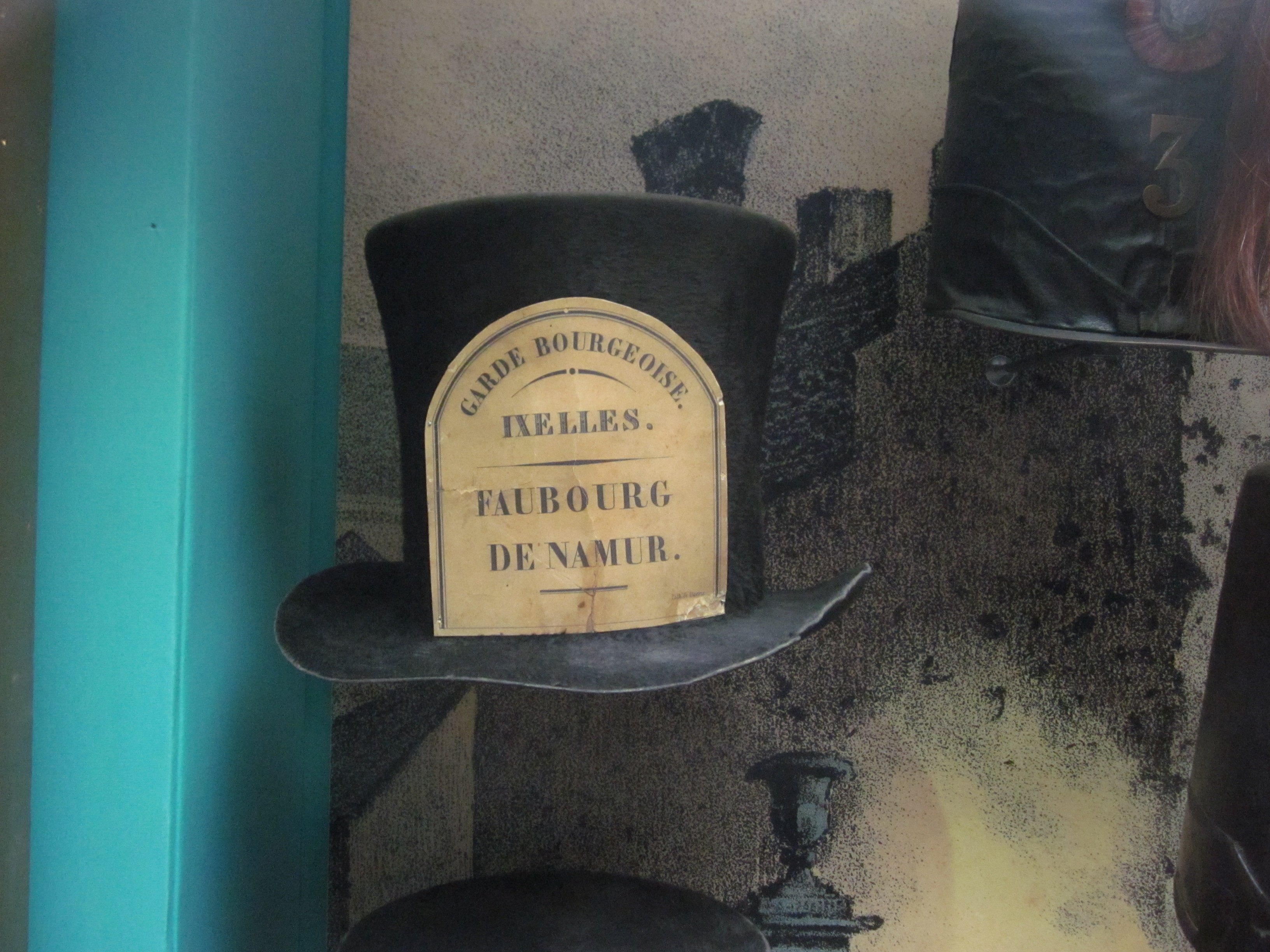
Chapeau d'un membre de la garde bourgeoise de Bruxelles pendant la révolution belge de 1830.

Dans le royaume uni des Pays-Bas, le maintien de l'ordre était assuré par la Schutterij dans les villes et par la Maréchaussée royale dans les campagnes. On peut comparer ces deux services à l’ancienne police communale ainsi qu'à l'ancienne gendarmerie belge. À la suite de l'insurrection, les premières gardes bourgeoises se constituent dans les principales villes de Belgique. Elles fusionnent ensuite pour devenir la garde civique qui perdure jusqu'un peu après la Première Guerre mondiale.

## Les corps francs
Lors de l'insurrection de 1830 dans les Pays-Bas méridionaux, de nombreux volontaires des huit provinces du sud du Royaume uni des Pays-Bas ainsi que de France et du Grand-duché de Luxembourg s'organisent en corps francs (parfois appelées compagnies franches) afin de se joindre à la révolution belge contre Guillaume Ier. Les premières unités gagnent alors Bruxelles, accompagnées de volontaires isolés, répondant à l'appel des bruxellois et des autorités, comme la Réunion centrale, honorant par la même occasion la promesse faite par de nombreuses communes de venir au secours de la capitale brabançonne en cas d'attaque. Ceci se précise en effet depuis l'arrivée des troupes du prince Frédéric d'Orange-Nassau qui campent à Vilvorde, dès le 30 août. Trois longues semaines d'attente se dessinent alors, si bien que le 11 septembre, une proclamation invite les « étrangers à retourner chez eux où ils seront plus utiles », ce qui entraine l'indignation des patriotes. Le 22 septembre, le baron Philippe Fellner reçoit la tâche d'organiser les volontaires et les corps francs encore présent dans la capitale.
Si l'histoire retient souvent les corps francs venus « défendre Bruxelles » lors de l'épisode des Quatre Journées (et tout particulièrement la reprise par le mouvement wallon, sur fond de querelle linguistique, de la participation non-négligeable des volontaires « wallons » à la victoire du parc de Bruxelles le 27 septembre 1830, date que la communauté française de Belgique retient pour en faire l'actuelle fête de la Fédération Wallonie-Bruxelles), de nombreux autres corps francs se créent partout ailleurs en Belgique pour défendre ou prendre d'autres villes, comme Anvers, Liège, Louvain, Namur, ou encore Venloo, mais aussi pour participer aux différentes campagnes menées par les volontaires dans le but de chasser les « Hollandais » du territoire belge après avoir battu l'armée orangiste lors des Journées de Septembre. Le conflit se militarise en effet après cet évènement majeur et devient la guerre belgo-néerlandaise, marquée entre autres par l'indépendance de la Belgique dès le 4 octobre 1830. Avec la création des forces armées belges dès la fin octobre 1830, les différents corps de volontaires y sont progressivement intégrés ou tout simplement dissous. Toutefois, de nouveaux corps viennent encore gonfler les rangs des « patriotes belges » lors des différents affrontements jusqu'à la fin de la guerre le 18 novembre 1833 par la signature de la convention de Zonhoven, tout particulièrement lors de la campagne des Dix-Jours, quand l'armée néerlandaise tente de reprendre le contrôle de la Belgique.

### Liste
La liste suivante est présentée par ordre alphabétique des localités d'origine des différents corps-francs de volontaires ayant participé à l'insurrection de 1830 dans les Pays-Bas méridionaux, aux Journées de Septembre puis de la guerre belgo-néerlandaise. Elle recense uniquement les groupes formés en corps « officiels » et ne mentionne donc pas l'origine géographique des innombrables volontaires isolés, venus par leurs propres moyens, souvent à pied ou par la diligence tout au long de la révolution belge.
| Commune d'origine     | Province ou autre pays actuel   | Nom                                                              | Date de création   | Effectif | Commandant(s)                                                                                   | Faits d'armes / participation                                                             |
| --------------------- | ------------------------------- | ---------------------------------------------------------------- | ------------------ | -------- | ----------------------------------------------------------------------------------------------- | ----------------------------------------------------------------------------------------- |
| Aarschot              | Province de Brabant             |                                                                  |                    | 150      | Eugène Van Ophem Henri-Joseph Van den Bosch                                                     | Combats de Louvain Campagne d'Anvers                                                      |
| Alost                 | Province de Flandre-Orientale   |                                                                  |                    |          | Liévin Van der Looy (nl)                                                                        | Quatre Jours de Bruxelles                                                                 |
| Alost                 | Province de Flandre-Orientale   |                                                                  | 3 octobre 1830     | 400      | Liévin Van der Looy (nl)                                                                        | Prise de Termonde (Campagne de Flandre)                                                   |
| Andenne               | Province de Namur               |                                                                  |                    |          |                                                                                                 | Combat de Sainte-Walburge                                                                 |
| Andenne               | Province de Namur               |                                                                  |                    |          | Édouard Duvivier                                                                                | Combats de Namur                                                                          |
| Anderlecht            | Province de Brabant             |                                                                  |                    |          |                                                                                                 |                                                                                           |
| Anvers                | Province d'Anvers               | Compagnie du Génie Maritime d’Anvers                             | 26 octobre 1830    | 113      | Louis Le Carpentier Louis Marguerie                                                             | Combats d'Anvers                                                                          |
| Anvers                | Province d'Anvers               | Corps franc d'Anvers                                             | 24 octobre 1830    |          | Charles-Victor Smet Frans-Lodewijk Van den Herreweghe Charles Théodore Verschuylen              | Combats d'Anvers                                                                          |
| Anvers                | Province d'Anvers               | Corps franc maritime d’Anvers                                    | 20 octobre 1830    | 117      | Philippe De Gorter                                                                              | Combats d'Anvers Guerre belgo-néerlandaise                                                |
| Anvers                | Province d'Anvers               | Garde bourgeoise d'Anvers                                        | 28 septembre 1830  |          | Antoine Dhanis van Cannart                                                                      | Insurrection de 1830 dans les Pays-Bas méridionaux Combats d'Anvers                       |
| Anvers                | Province d'Anvers               |                                                                  |                    |          | Charles Blockx Philippe Deelen                                                                  | Siège de Maastricht (1830) (nl)                                                           |
| Arquennes             | Province de Hainaut             |                                                                  |                    |          |                                                                                                 | Quatre Jours de Bruxelles                                                                 |
| Arlon                 | Province de Luxembourg          | Corps franc luxembourgeois                                       | 2 octobre 1830     | 40       | J-B Sancy Pierre-Urbain Brincour                                                                |                                                                                           |
| Ath                   | Province de Hainaut             |                                                                  | 10 septembre 1830  |          |                                                                                                 | Quatre Jours de Bruxelles                                                                 |
| Ath                   | Province de Hainaut             |                                                                  | 24 septembre 1830  | 80       | Emmanuel Dupret                                                                                 | Quatre Jours de Bruxelles                                                                 |
| Ath                   | Province de Hainaut             | Compagnie militaire de la garnison d'Ath                         | 27 septembre 1830  | 34       | Louis Lefèbvre Pierre-Auguste Ronflette                                                         | Campagne d'Anvers                                                                         |
| Ath                   | Province de Hainaut             | Compagnie d'artillerie d'Ath                                     | 27 septembre 1830  | 200      | Charles Lecocq                                                                                  | Campagne d'Anvers                                                                         |
| Attenrode-Wever       | Province de Brabant             |                                                                  |                    |          | Jan Van Goidsenhoven                                                                            | Campagne d'Anvers                                                                         |
| Baisy-Thy             | Province de Brabant             |                                                                  | 24 septembre 1830  |          | Louis-Norbert Thiebauld                                                                         | Quatre Jours de Bruxelles                                                                 |
| Bastogne              | Province de Luxembourg          | Corps franc luxembourgeois                                       | 1er octobre 1830   | 15       | Philippe Tosquinet                                                                              | Campagne d'Anvers                                                                         |
| Binche                | Province de Hainaut             |                                                                  | 5 septembre 1830   |          | Charles Blairon Henri Blairon François Poncelet                                                 | Quatre Jours de Bruxelles                                                                 |
| Boitsfort             | Province de Brabant             |                                                                  |                    |          | H. J. Van Billaert                                                                              | Quatre Jours de Bruxelles                                                                 |
| Boom                  | Province d'Anvers               |                                                                  |                    |          | Jean-François Verrept                                                                           | Campagne d'Anvers                                                                         |
| Bouillon              | Province de Luxembourg          |                                                                  | 9 octobre 1830     | 77       | Alexandre-Désiré Lefèbvre                                                                       | Siège de Maastricht (1830) (nl)                                                           |
| Braine-l'Alleud       | Province de Brabant             |                                                                  |                    | 29       | Félicien Mercier                                                                                | Quatre Jours de Bruxelles                                                                 |
| Braine-le-Comte       | Province de Hainaut             |                                                                  |                    |          | Armand Laurent                                                                                  | Quatre Jours de Bruxelles                                                                 |
| Bruges                | Province de Flandre-Occidentale | Compagnie de canonniers de Bruges                                |                    |          | Charles Vermeulen                                                                               | Campagne de Flandre                                                                       |
| Bruxelles             | Province de Brabant             | Garde bourgeoise de Bruxelles                                    | 27 août 1830       | 8 000    | Emmanuel Van der Linden d'Hooghvorst                                                            | Émeutes d’août 1830 à Bruxelles                                                           |
| Bruxelles             | Province de Brabant             | Chasseurs Chasteler                                              | octobre 1830       |          | Albert François du Chasteler                                                                    | Campagne de Flandre Combats d'Anvers Campagne du Limbourg                                 |
| Bruxelles             | Province de Brabant             | Chasseurs de Bruxelles                                           | 21 septembre 1830  | 200      | Colonel Borremans                                                                               | Quatre Jours de Bruxelles                                                                 |
| Bruxelles             | Province de Brabant             | Compagnie Dansaert                                               | septembre 1830     |          | Jean-Baptiste Dansaert Pierre Dansaert                                                          | Quatre Jours de Bruxelles                                                                 |
| Bruxelles             | Province de Brabant             |                                                                  |                    | 200      | Ernest Grégoire                                                                                 | Quatre Jours de Bruxelles                                                                 |
| Bruxelles             | Province de Brabant             | Milice citoyenne de Bruxelles                                    |                    |          | Charles-Joseph Pletinckx                                                                        | Quatre Jours de Bruxelles                                                                 |
| Bruxelles             | Province de Brabant             | Volontaires flamands de la Réunion centrale (nl)                 |                    |          | Pierre Rodenbach (nl)                                                                           | Quatre Jours de Bruxelles                                                                 |
| Bruxelles             | Province de Brabant             | Compagnie des chasseurs volontaires de Bruxelles                 | septembre 1830     |          | Auguste Bousman Auguste Michaux Édouard Michaux                                                 | Campagne d'Anvers Campagne du Limbourg                                                    |
| Bruxelles             | Province de Brabant             | Volontaires Walckiers                                            | septembre 1830     |          | Jean-Baptiste Walckiers Pierre-Joseph Walckiers                                                 | Campagne d'Anvers                                                                         |
| Bruxelles             | Province de Brabant             |                                                                  | septembre 1830     |          |                                                                                                 | Prise de la Citadelle de Liège                                                            |
| Bruxelles             | Province de Brabant             |                                                                  | 28 octobre 1830    |          |                                                                                                 | Combats d'Anvers                                                                          |
| Cambron-Saint-Vincent | Province de Hainaut             |                                                                  | 25 septembre 1830  | 65       | Pierre-François Petit                                                                           | Quatre Jours de Bruxelles                                                                 |
| Charleroi             | Province de Hainaut             | Volontaires des alentours de Charleroy                           | 6 septembre 1830   |          | Louis-Augustin Château Gustave Fivé Léopold Fivé                                                | Insurrection de 1830 dans les Pays-Bas méridionaux Prise de la forteresse de Charleroi    |
| Charleroi             | Province de Hainaut             | Corps franc de Charleroy                                         | 24 septembre 1830  | 150      | Louis-Augustin Château Léopold De Dorlodot Toussaint Fafchamps François Rucloux Gustave Nalinne | Quatre Jours de Bruxelles Campagne du Limbourg                                            |
| Chimay                | Province de Hainaut             |                                                                  |                    |          |                                                                                                 |                                                                                           |
| Courtrai              | Province de Flandre-Occidentale |                                                                  |                    |          | Henri Gielis                                                                                    | Quatre Jours de Bruxelles                                                                 |
| Courtrai              | Province de Flandre-Occidentale |                                                                  |                    |          | Charles-Emmanuel Janssens François Verbrugghe                                                   | Campagne d'Anvers                                                                         |
| Ciney                 | Province de Namur               |                                                                  |                    |          |                                                                                                 | Prise de la citadelle de Dinant                                                           |
| Couvin                | Province de Namur               |                                                                  | 24 septembre 1830  | 78       | Louis Ragondet Stanislas Masny                                                                  | Quatre Jours de Bruxelles                                                                 |
| Diekirch              | Province de Luxembourg          | Corps franc luxembourgeois                                       |                    |          | Jean-Henri Krombach                                                                             | Campagne d'Anvers                                                                         |
| Diest                 | Province de Brabant             |                                                                  |                    |          | Joseph Stevens                                                                                  | Combats de Louvain                                                                        |
| Diest                 | Province de Brabant             | Compagnie franche de Diest                                       | 20 octobre 1830    |          | Jan Schenaerts                                                                                  | Campagne d'Anvers                                                                         |
| Dinant                | Province de Namur               |                                                                  |                    | 25       | Ange Louis-Joseph Rosolani                                                                      | Quatre Jours de Bruxelles                                                                 |
| Dinant                | Province de Namur               | Compagnie des volontaires de Dinant                              |                    |          | Arnold Coureux Hyacinthe Alt                                                                    | Combats de Sainte-Walburge                                                                |
| Dison                 | Province de Liège               |                                                                  |                    |          | Grégoire Grenade                                                                                | Combats de Sainte-Walburge                                                                |
| Dour                  | Province de Hainaut             |                                                                  | 26 septembre 1830  | 130      | Gustave Boulenger Louis-Joseph Cambier                                                          | Quatre Jours de Bruxelles                                                                 |
| Enghien               | Province de Hainaut             |                                                                  | 24 septembre 1830  | 46       | Joseph Dirick Théodore Corbier                                                                  | Quatre Jours de Bruxelles                                                                 |
| Esch-sur-Alzette      | Province de Luxembourg          | Corps franc luxembourgeois                                       |                    |          | Josy Printz                                                                                     | Combats de Neudorf/Weimershof                                                             |
| Familleureux          | Province de Hainaut             |                                                                  |                    | 13       | Charles-Joachim Meurice                                                                         | Quatre Jours de Bruxelles                                                                 |
| Fayt-lez-Manage       | Province de Hainaut             |                                                                  |                    | 22       |                                                                                                 | Quatre Jours de Bruxelles                                                                 |
| Feluy                 | Province de Hainaut             |                                                                  |                    |          |                                                                                                 | Quatre Jours de Bruxelles                                                                 |
| Fleurus               | Province de Hainaut             |                                                                  |                    | 61       | Isidore Boucher                                                                                 | Quatre Jours de Bruxelles                                                                 |
| Flobecq               | Province de Hainaut             |                                                                  | 24 septembre 1830  | 25       |                                                                                                 | Quatre Jours de Bruxelles                                                                 |
| Fontaine-l'Évêque     | Province de Hainaut             |                                                                  | 24 septembre 1830  | 28       | François Fauconnier François Bellière                                                           | Journées de Septembre Campagne de Flandre Combats d'Anvers                                |
| Franchimont           | Province de Liège               |                                                                  |                    |          |                                                                                                 | Combat de Sainte-Walburge                                                                 |
| Frasnes-lez-Anvaing   | Province de Hainaut             |                                                                  | 24 septembre 1830  |          |                                                                                                 | Quatre Jours de Bruxelles                                                                 |
| Gand                  | Province de Flandre-Orientale   | Chasseurs de Gand                                                | 29 septembre 1830  |          |                                                                                                 |                                                                                           |
| Gand                  | Province de Flandre-Orientale   |                                                                  |                    |          |                                                                                                 | Combats d'Anvers                                                                          |
| Geel                  | Province d'Anvers               |                                                                  |                    |          | Jean-Léonard Van Hinsberghe                                                                     | Campagne d'Anvers                                                                         |
| Gembloux              | Province de Namur               |                                                                  |                    |          | Charles-Joseph Gislain                                                                          | Combats de Namur                                                                          |
| Genappe               | Province de Brabant             | Chasseurs volontaires wallons                                    | 22 septembre 1830  | 40       | Jean-Jacques Thiebauld Jules-Joseph Milhoux                                                     | Quatre Jours de Bruxelles                                                                 |
| Gilly                 | Province de Hainaut             |                                                                  | 24 septembre 1830  | 15       |                                                                                                 | Quatre Jours de Bruxelles                                                                 |
| Gosselies             | Province de Hainaut             |                                                                  | 24 septembre 1830  | 150      | Jean-François Fauconnier Louis-Alexandre Thomas Louis Vandam                                    | Quatre Jours de Bruxelles                                                                 |
| Gouy-lez-Piéton       | Province de Hainaut             |                                                                  |                    |          |                                                                                                 | Quatre Jours de Bruxelles                                                                 |
| Grammont              | Province de Flandre-Orientale   |                                                                  |                    | 20       | Charles Lejeune                                                                                 | Quatre Jours de Bruxelles                                                                 |
| Grammont              | Province de Flandre-Orientale   |                                                                  | 28 septembre 1830  | 56       | Adrien Demol                                                                                    | Campagne d'Anvers                                                                         |
| Grevenmacher          | Province de Luxembourg          | Corps franc luxembourgeois                                       |                    |          |                                                                                                 |                                                                                           |
| Grez-Doiceau          | Province de Brabant             |                                                                  | 26 septembre 1830  |          | Théophile Colette Alexandre Thiry                                                               | Quatre Jours de Bruxelles                                                                 |
| Habay-la-Neuve        | Province de Luxembourg          | Corps franc luxembourgeois                                       | 3 octobre 1830     |          | Xavier-Nicolas Motus                                                                            | Campagne d'Anvers                                                                         |
| Hakendover            | Province de Brabant             |                                                                  | 23 septembre 1830  |          | Félix Dewaelheyns                                                                               | Combats de Louvain Campagne d'Anvers Siège de Maastricht (1830) (nl)                      |
| Hal                   | Province de Brabant             |                                                                  | 24 septembre 1830  | 150      | Théodore Brisack Charles-Louis Deketelbutter                                                    | Quatre Jours de Bruxelles                                                                 |
| Hamme-Mille           | Province de Brabant             |                                                                  | 25 septembre 1830  |          | Lieutenant Léonard                                                                              | Combats de Louvain                                                                        |
| Hasselt               | Province de Limbourg            |                                                                  | 23 octobre 1830    | 37       | Nikolaas Van Rey                                                                                | Campagne du Limbourg                                                                      |
| Hellange              | Province de Luxembourg          | Corps franc luxembourgeois                                       |                    |          | J-J. Schanus                                                                                    |                                                                                           |
| Herstal               | Province de Liège               |                                                                  |                    |          | Désiré Janson Jean-Lambert Sauveur                                                              | Prise de la citadelle de Liège                                                            |
| Herve                 | Province de Liège               |                                                                  |                    |          | Jean-Henri-Joseph Lamaye Henri-Joseph Petry                                                     |                                                                                           |
| Heverlee              | Province de Brabant             |                                                                  | 21 septembre 1830  |          | Jean-François Tasson                                                                            | Combats de Louvain                                                                        |
| Hodimont              | Province de Liège               |                                                                  |                    |          | Auguste Gerdret                                                                                 | Combats de Sainte-Walburge                                                                |
| Heythuysen            | Province de Limbourg            |                                                                  | 15 octobre 1830    |          | Henri-Antoine Knapen                                                                            | Siège de Venlo (1830) (nl)                                                                |
| Idegem                | Province de Flandre-Orientale   |                                                                  |                    |          |                                                                                                 |                                                                                           |
| Jemappes              | Province de Hainaut             |                                                                  | 25 septembre 1830  | 15       | Charles-Albert Sapin                                                                            | Quatre Jours de Bruxelles                                                                 |
| Jemeppe-sur-Sambre    | Province de Liège               |                                                                  | 24 septembre 1830  |          | Albert Ecke                                                                                     | Combats de Sainte-Walburge                                                                |
| Jodoigne              | Province de Brabant             |                                                                  | 24 septembre 1830  | 27       | Charles-Joseph Boine Lucien Leclerc                                                             | Quatre Jours de Bruxelles Campagne du Limbourg                                            |
| Jodoigne              | Province de Brabant             |                                                                  | 22 octobre 1830    | 230      | Jacques Martin                                                                                  |                                                                                           |
| Jumet                 | Province de Hainaut             |                                                                  | 24 septembre 1830  | 37       | Auguste Frison Henri Rayemaecker                                                                | Quatre Jours de Bruxelles                                                                 |
| Keerbergen            | Province de Brabant             |                                                                  | 23 septembre 1830  |          | Jean-Baptiste Vanlangendonck                                                                    | Journées de Septembre à Louvain                                                           |
| Laon                  | France                          |                                                                  |                    |          | Louis Christophe                                                                                | Guerre belgo-néerlandaise                                                                 |
| Le Rœulx              | Province de Hainaut             | Détachement de la maréchaussée royale du Rœulx                   | 28 septembre 1830  |          | Maréchal des logis-chef Cartiny                                                                 | Campagne d'Anvers                                                                         |
| Lessines              | Province de Hainaut             |                                                                  | 24 septembre 1830  |          |                                                                                                 | Quatre Jours de Bruxelles                                                                 |
| Leuze-en-Hainaut      | Province de Hainaut             |                                                                  | 24 septembre 1830  | 100      | François-Michel Degallais                                                                       | Quatre Jours de Bruxelles                                                                 |
| Leeuw-Saint-Pierre    | Province de Brabant             |                                                                  |                    |          | Joseph Schelfhout                                                                               | Quatre Jours de Bruxelles                                                                 |
| Liège                 | Province de Liège               | Garde urbaine de Liège                                           | 27 août 1830       |          | Clément de Berlaymont                                                                           | Prise du fort de la Chartreuse Combat de Sainte-Walburge Prise de la citadelle de Liège   |
| Liège                 | Province de Liège               | Corps franc liégeois de 1830                                     | 2 septembre 1830   | 51       | Firmin Rogier Henri Lignac                                                                      | Quatre Jours de Bruxelles                                                                 |
| Liège                 | Province de Liège               | Corps franc liégeois de 1830                                     | 3 septembre 1830   | 130      | François-Joseph de Bosse de Villenfagne                                                         | Quatre Jours de Bruxelles                                                                 |
| Liège                 | Province de Liège               | Corps franc liégeois de 1830                                     | 4 septembre 1830   | 103      | Charles Rogier                                                                                  | Quatre Jours de Bruxelles                                                                 |
| Liège                 | Province de Liège               |                                                                  | 22 septembre 1830  |          | Servais Bolsée                                                                                  | Combats d'Oreye                                                                           |
| Liège                 | Province de Liège               |                                                                  | 25 septembre 1830  | 600      | Alexandre Lucas                                                                                 | Prise de la citadelle de Liège                                                            |
| Liège                 | Province de Liège               |                                                                  |                    |          | L.-L.-J. Dechamps                                                                               | Combats de Sainte-Walburge                                                                |
| Liège                 | Province de Liège               |                                                                  |                    |          | Pierre-Joseph Jacob                                                                             | Combats de Sainte-Walburge                                                                |
| Liège                 | Province de Liège               |                                                                  |                    |          | Michel-Félix Jehotte                                                                            | Combats de Sainte-Walburge                                                                |
| Liège                 | Province de Liège               | Compagnie Franche des Tirailleurs Liégeois et Maestrichtois      | 20 novembre 1830   | 96       | Ferdinand Demany                                                                                | Combat de Navagne Blocus de Maastricht (nl)                                               |
| Lierre                | Province d'Anvers               |                                                                  |                    | 22       | Ferdinand Cools Charles Van der Wee                                                             | Bataille de Lierre                                                                        |
| Lille                 | France                          | Compagnie de volontaires de Lille                                |                    | 50       | François Feyerickx                                                                              |                                                                                           |
| Limelette             | Province de Brabant             |                                                                  | 26 septembre 1830  |          |                                                                                                 | Quatre Jours de Bruxelles                                                                 |
| Lives-sur-Meuse       | Province de Namur               |                                                                  | 1er octobre 1830   |          | Jean-Louis Collart                                                                              | Combats de Namur                                                                          |
| Londres               | Royaume-Uni                     | Légion anglo-belge                                               |                    |          |                                                                                                 |                                                                                           |
| Louvain               | Province de Brabant             | Volontaires louvanistes de 1830                                  | 22 septembre 1830  | 500      | Adolphe Roussel                                                                                 | Insurrection de 1830 dans les Pays-Bas méridionaux Quatre Jours de Bruxelles              |
| Louvain               | Province de Brabant             |                                                                  |                    |          | Eugène-Antoine Debrouwer Léonard-Prosper D'Elhoungne François Derwa                             | Campagne d'Anvers                                                                         |
| Louvain               | Province de Brabant             |                                                                  |                    |          | Pierre-Joseph Bekx                                                                              | Combats d'Anvers                                                                          |
| Luxembourg-ville      | Province de Luxembourg          | Corps franc luxembourgeois                                       | 3 octobre 1830     | 306      | Dominique Claisse                                                                               | Campagne d'Anvers                                                                         |
| Maaseik               | Province de Limbourg            |                                                                  |                    |          | André Paumen                                                                                    | Campagne du Limbourg                                                                      |
| Maastricht            | Province de Limbourg            | Corps liégeois-maestrichtois                                     |                    |          |                                                                                                 | Combats de Sainte-Walburge                                                                |
| Maastricht            | Province de Limbourg            | Compagnie franche de Maestricht                                  |                    |          | Pierre Dothey                                                                                   | Siège de Maastricht (1830) (nl)                                                           |
| Maldegem              | Province de Flandre-Orientale   |                                                                  |                    |          | Charles-Jacques Pattyn                                                                          | Campagne de Flandre                                                                       |
| Malines               | Province d'Anvers               | Garde bourgeoise de Malines                                      |                    |          | Pierre-Antoine Verstappen                                                                       | Campagne d'Anvers                                                                         |
| Marbais               | Province de Brabant             |                                                                  | 24 septembre 1830  |          | Philippe Delestanche Philippe Ville                                                             | Quatre Jours de Bruxelles                                                                 |
| Meerhout              | Province d'Anvers               |                                                                  |                    |          | Pierre Verbist                                                                                  | Campagne d'Anvers                                                                         |
| Menin                 | Province de Flandre-Occidentale |                                                                  | 26 septembre 1830  |          | Antoine Raikem                                                                                  | Campagne d'Anvers                                                                         |
| Menin                 | Province de Flandre-Occidentale | Garde bourgeoise de Menin                                        |                    |          | Jean-Baptiste Lennaert                                                                          | Prise de la citadelle de Menin                                                            |
| Mol                   | Province d'Anvers               |                                                                  |                    |          | Pierre Verbist                                                                                  | Campagne d'Anvers                                                                         |
| Molenbeek             | Province de Brabant             |                                                                  |                    |          | André De Borst                                                                                  | Quatre Jours de Bruxelles                                                                 |
| Mons                  | Province de Hainaut             | Corps des gendarmes volontaires de la maréchaussée royale        | 11 septembre 1830  | 150      | Prudent Joseph Deladrière                                                                       | Quatre Jours de Bruxelles                                                                 |
| Mons                  | Province de Hainaut             |                                                                  | 24 septembre 1830  | [ 127 ]  | Charles-Albert Sapin                                                                            | Quatre Jours de Bruxelles                                                                 |
| Mons                  | Province de Hainaut             | Corps des volontaires montois de 1830                            | 1er octobre 1830   | 300      | Antoine Boulenger Louis Dubois                                                                  | Campagne d'Anvers                                                                         |
| Montaigu              | Province de Brabant             |                                                                  | 19 octobre 1830    |          | Pierre Bosmans                                                                                  | Campagne d'Anvers                                                                         |
| Morlanwelz            | Province de Hainaut             |                                                                  |                    | 10       |                                                                                                 | Quatre Jours de Bruxelles                                                                 |
| Mussy-la-Ville        | Province de Luxembourg          | Corps franc luxembourgeois                                       |                    |          | Jean-Baptiste Harquin                                                                           | Campagne d'Anvers                                                                         |
| Namur                 | Province de Namur               | Corps des volontaires namurois de 1830                           |                    | 122      | Pierre Isidore Gillain Julien Wautelet                                                          | Quatre Jours de Bruxelles Campagne d'Anvers                                               |
| Namur                 | Province de Namur               | Bataillon franc namurois                                         |                    |          |                                                                                                 | Campagne d'Anvers                                                                         |
| Neufchâteau           | Province de Luxembourg          | Corps franc luxembourgeois                                       |                    | 12       | Jean-Hubert Lozet                                                                               |                                                                                           |
| Ninove                | Province de Brabant             |                                                                  |                    |          |                                                                                                 |                                                                                           |
| Nivelles              | Province de Brabant             |                                                                  | 24 septembre 1830  | 160      | Clément de Cléty                                                                                | Quatre Jours de Bruxelles Campagne d'Anvers                                               |
| Paris                 | France                          | Bataillon de la société des amis du peuple                       | 7 octobre 1830     | 600      | Commandant Hovelt Jean Maximilien Lamarque François Mauguin Hutteau d'Origny                    |                                                                                           |
| Paris                 | France                          | Détachement du comité belge de Paris                             |                    | 90       | Alexandre Seghers Jean-Baptiste Valter                                                          | Campagne d'Anvers Campagne du Limbourg                                                    |
| Paris                 | France                          | Détachement « Gallo-belge »                                      | 29 septembre 1830  |          | Pierre-Marc Auger                                                                               |                                                                                           |
| Paris                 | France                          | Inséparables belges-parisiens                                    | 1er octobre 1830   |          | Adolphe Black                                                                                   |                                                                                           |
| Paris                 | France                          | Légion belge-parisienne                                          | 29 septembre 1830  | 490      | Bernard Cruyplant Joseph Parent Pierre Aulard                                                   |                                                                                           |
| Paris                 | France                          | Tirailleurs belges-parisiens                                     | 1er octobre 1830   |          | Louis Adolphe Le Doulcet de Pontécoulant                                                        | Campagne des Flandres                                                                     |
| Pâturages             | Province de Hainaut             |                                                                  | 26 septembre 1830  |          | Louis Malengreaux                                                                               | Quatre Jours de Bruxelles                                                                 |
| Péruwelz              | Province de Hainaut             |                                                                  | 23 septembre 1830  | 71       | Alexandre Baugnies Napoléon Simon                                                               | Quatre Jours de Bruxelles Campagne d'Anvers                                               |
| Péruwelz              | Province de Hainaut             |                                                                  | 1er novembre 1830  | 26       |                                                                                                 | Campagne d'Anvers                                                                         |
| Péruwelz              | Province de Hainaut             |                                                                  | 26 décembre 1830   |          |                                                                                                 |                                                                                           |
| Perwez                | Province de Brabant             |                                                                  | 25 septembre 1830  | 54       | Eugène Henri Alexandre De Burlet                                                                | Quatre Jours de Bruxelles                                                                 |
| Philippeville         | Province de Namur               |                                                                  | 24 septembre 1830  | 52       | Mr Burelle                                                                                      | Quatre Jours de Bruxelles                                                                 |
| Philippeville         | Province de Namur               |                                                                  | 29 septembre 1830  |          |                                                                                                 |                                                                                           |
| Quaregnon             | Province de Hainaut             |                                                                  |                    |          | Joseph Delvaux                                                                                  | Campagne d'Anvers                                                                         |
| Quiévrain             | Province de Hainaut             |                                                                  |                    | 73       | Eloi-Philippe Debast                                                                            |                                                                                           |
| Rebecq-Rognon         | Province de Brabant             |                                                                  | 24 septembre 1830  |          | Charles de Groodt                                                                               | Quatre Jours de Bruxelles                                                                 |
| Renaix                | Province de Flandre-Orientale   |                                                                  |                    |          | Adolphe-François Lambrechts                                                                     |                                                                                           |
| Roubaix               | France                          |                                                                  |                    | 80       | Ernest Grégoire                                                                                 |                                                                                           |
| Roulers               | Province de Flandre-Occidentale |                                                                  |                    | 200      | Adolphe Bartels Pierre Rodenbach (nl)                                                           |                                                                                           |
| Ruremonde             | Province de Limbourg            |                                                                  |                    |          | Capitaine Paumen Albert Vanaefferden Jean Vanaefferden                                          | Campagne du Limbourg                                                                      |
| Saint-Ghislain        | Province de Hainaut             |                                                                  | 27 septembre 1830  | 68       | Pierre-Ignace Leleux                                                                            | Quatre Jours de Bruxelles                                                                 |
| Saint-Gilles          | Province de Liège               |                                                                  | 24 septembre 1830  |          | Albert Ecke                                                                                     | Combats de Sainte-Walburge                                                                |
| Saint-Josse-ten-Noode | Province de Brabant             |                                                                  |                    |          | Eugène Verboeckhoven                                                                            | Insurrection de 1830 dans les Pays-Bas méridionaux Campagne d'Anvers Campagne du Limbourg |
| Saint-Nicolas         | Province de Liège               |                                                                  | 24 septembre 1830  |          | Albert Ecke                                                                                     | Combats de Sainte-Walburge                                                                |
| Saint-Trond           | Province de Limbourg            |                                                                  |                    |          |                                                                                                 | Combats de Louvain                                                                        |
| Saintes               | Province de Brabant             |                                                                  |                    |          | Jean-Baptiste Fontaine                                                                          | Quatre Jours de Bruxelles                                                                 |
| Sart-Dames-Avelines   | Province de Brabant             |                                                                  | 26 septembre 1830  |          | Pierre-Joseph Parent                                                                            | Campagne d'Anvers                                                                         |
| Seneffe               | Province de Hainaut             |                                                                  | 24 septembre 1830  | 29       | Isidore Plaisant                                                                                | Quatre Jours de Bruxelles                                                                 |
| Silly                 | Province de Hainaut             |                                                                  |                    |          | Benoit Maton                                                                                    |                                                                                           |
| Soignies              | Province de Hainaut             |                                                                  | 24 septembre 1830  | 37       | Denis Berson Eugène Plasschaert                                                                 | Quatre Jours de Bruxelles                                                                 |
| Tervuren              | Province de Brabant             |                                                                  | 24 septembre 1830  | 60       | Joseph Arnout Jean Mellaerts                                                                    | Quatre Jours de Bruxelles                                                                 |
| Thuin                 | Province de Hainaut             |                                                                  |                    | 25       |                                                                                                 |                                                                                           |
| Tilleur               | Province de Liège               |                                                                  | 24 septembre 1830  |          | Albert Ecke                                                                                     | Combats de Sainte-Walburge                                                                |
| Tilly                 | Province de Brabant             |                                                                  |                    |          |                                                                                                 |                                                                                           |
| Tirlemont             | Province de Brabant             |                                                                  | 20 septembre 1830  | 350      | Patrice Dewaelheyns Emmanuel Parriens Mathias Bodson Charles de Lusemans                        | Combats de Louvain Campagne d'Anvers Siège de Maastricht (1830) (nl)                      |
| Thuin                 | Province de Hainaut             |                                                                  |                    |          | Jean-Baptiste Clavel                                                                            | Quatre Jours de Bruxelles                                                                 |
| Thulin                | Province de Hainaut             |                                                                  |                    | 22       | Théophile Degardin                                                                              | Quatre Jours de Bruxelles                                                                 |
| Tournai               | Province de Hainaut             | Légion tournaisienne de 1830                                     | 16 septembre 1830  | 200      | Barthélemy Dumortier                                                                            | Quatre Jours de Bruxelles Campagne du Limbourg                                            |
| Tournai               | Province de Hainaut             | Tirailleurs du Petit-Château puis Compagnie franche de cavalerie |                    |          | Philippe-Joseph Degrény                                                                         | Quatre Jours de Bruxelles Siège de Venlo (1830) (nl)                                      |
| Tournai               | Province de Hainaut             |                                                                  | 23 septembre 1830  | 20       | Amédée Renard Bruno Renard                                                                      | Quatre Jours de Bruxelles                                                                 |
| Turnhout              | Province d'Anvers               |                                                                  |                    |          | Joseph De Croon                                                                                 | Campagne d'Anvers                                                                         |
| Uccle                 | Province de Brabant             |                                                                  | 22 septembre 1830  | 30       | Charles Dandoy Victor Lurati                                                                    | Quatre Jours de Bruxelles                                                                 |
| Vedrin                | Province de Namur               |                                                                  |                    |          | Constant Henri de Montpellier de Vedrin                                                         | Quatre Jours de Bruxelles Combats de Namur                                                |
| Venloo                | Province de Limbourg            | Compagnie des chasseurs-francs de Venloo                         |                    |          | H.-M. Mesmaeckers                                                                               | Siège de Venlo (1830) (nl)                                                                |
| Venloo                | Province de Limbourg            |                                                                  |                    | 40       | Pierre-Mathieu Canoy Jean-Godefroid Custers                                                     | Siège de Venlo (1830) (nl)                                                                |
| Verviers              | Province de Liège               |                                                                  | 20 novembre 1830   |          | Louis Bonjean Antoine Meunier                                                                   | Combat de Sainte-Walburge                                                                 |
| Verviers              | Province de Liège               |                                                                  |                    |          | John Hodson                                                                                     | Combat de Sainte-Walburge                                                                 |
| Vianden               | Province de Luxembourg          | Corps franc luxembourgeois                                       |                    | 60       | Coster                                                                                          |                                                                                           |
| Virton                | Province de Luxembourg          | Corps franc luxembourgeois                                       |                    |          | Jean-Baptiste Papier                                                                            | Campagne d'Anvers                                                                         |
| Visé                  | Province de Liège               | Compagnie Franche des Tirailleurs Liégeois et Maestrichtois      | 20 novembre 1830   | 50       | Louis de Ryckel (nl)                                                                            | Combat de Navagne Blocus de Maastricht (nl)                                               |
| Waha                  | Province de Luxembourg          |                                                                  | octobre 1830       | 78       | Charles de Tryon, comte de Chassenon                                                            |                                                                                           |
| Waterloo              | Province de Brabant             |                                                                  | 24 septembre 1830  |          | Maurice Boucqueau Jean-François Pany                                                            | Quatre Jours de Bruxelles                                                                 |
| Wavre                 | Province de Brabant             |                                                                  | 1er septembre 1830 | 100      |                                                                                                 | Insurrection de 1830 dans les Pays-Bas méridionaux                                        |
| Wavre                 | Province de Brabant             |                                                                  | 13 septembre 1830  |          | Albert Noperez                                                                                  | Quatre Jours de Bruxelles                                                                 |
| Wavre                 | Province de Brabant             |                                                                  | 23 septembre 1830  | 200      | Jean-Martin Lambeau                                                                             | Quatre Jours de Bruxelles                                                                 |
| Westerloo             | Province d'Anvers               |                                                                  |                    |          | Théodore Dufour Jean-François Janssens Jan Luyckx                                               | Campagne d'Anvers Incursions des révolutionnaires belges aux Pays-Bas                     |

### Armement

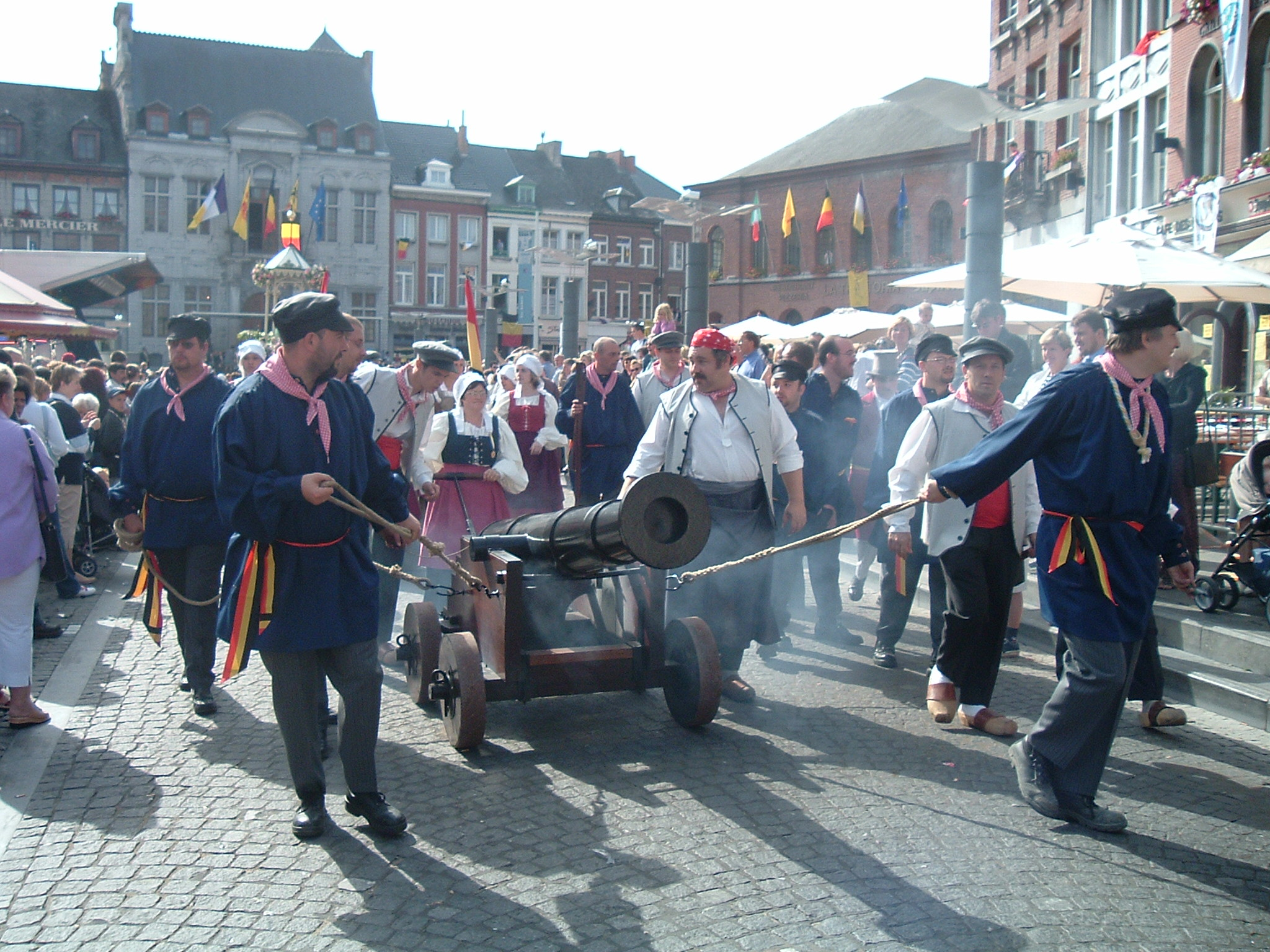
Le canon du Mont Sarah, représenté lors de la ducasse d'Ath.

L'armement des corps de volontaires était varié et provenait le plus souvent de mécènes ou de prises aux forces néerlandaises de la schutterij, de la maréchaussée royale et de l'armée du Royaume uni des Pays-Bas. Par exemple, le corps franc liégeois va chercher ses armes en pillant les magasins du fabricant d’armes Devillers dès le 2 septembre. On pille également les dépôts de la garde communale, comme la caserne des Annonciades lors des émeutes d'août 1830 à Bruxelles. La maréchaussée royale (devenue la Gendarmerie), se joint également à la cause à certains endroits comme à Bastogne ou à Mons. Plusieurs canons sont d'anciennes pièces d'artillerie retrouvées sur les nombreux champs de batailles d'autrefois, comme les trois canons de Genappe, ramenés à l'hôtel de ville après la bataille de Waterloo du 18 juin 1815.
La désertion massive des soldats « belges » de l'armée et leur ralliement à la cause révolutionnaire permet de s'emparer de l'armement des différentes places fortes des provinces du sud, majoritairement celles de la barrière de Wellington. D'autres citadelles seront prises lors de la guerre belgo-néerlandaise et contribueront à l'armement de la nouvelle armée belge, comme par exemple après le Siège de Venlo (1830) (nl). Des convois militaires sont également interceptés et pillés, comme lors des combats de Sainte-Walburge lorsque la garde urbaine liégeoise arrête la colonne de renforts néerlandais se rendant vers la citadelle de Liège le 30 septembre 1830.
A défaut d'armement valable, les citoyens ont parfois recours à des subterfuges, comme à Tirlemont le 23 septembre où les habitants rassemblent des pots à beurre sur les remparts de la ville car ils ressemblent à des canons et, ce faisant, effraient l'armée qui n'ose pas assiéger la ville.

## Origines

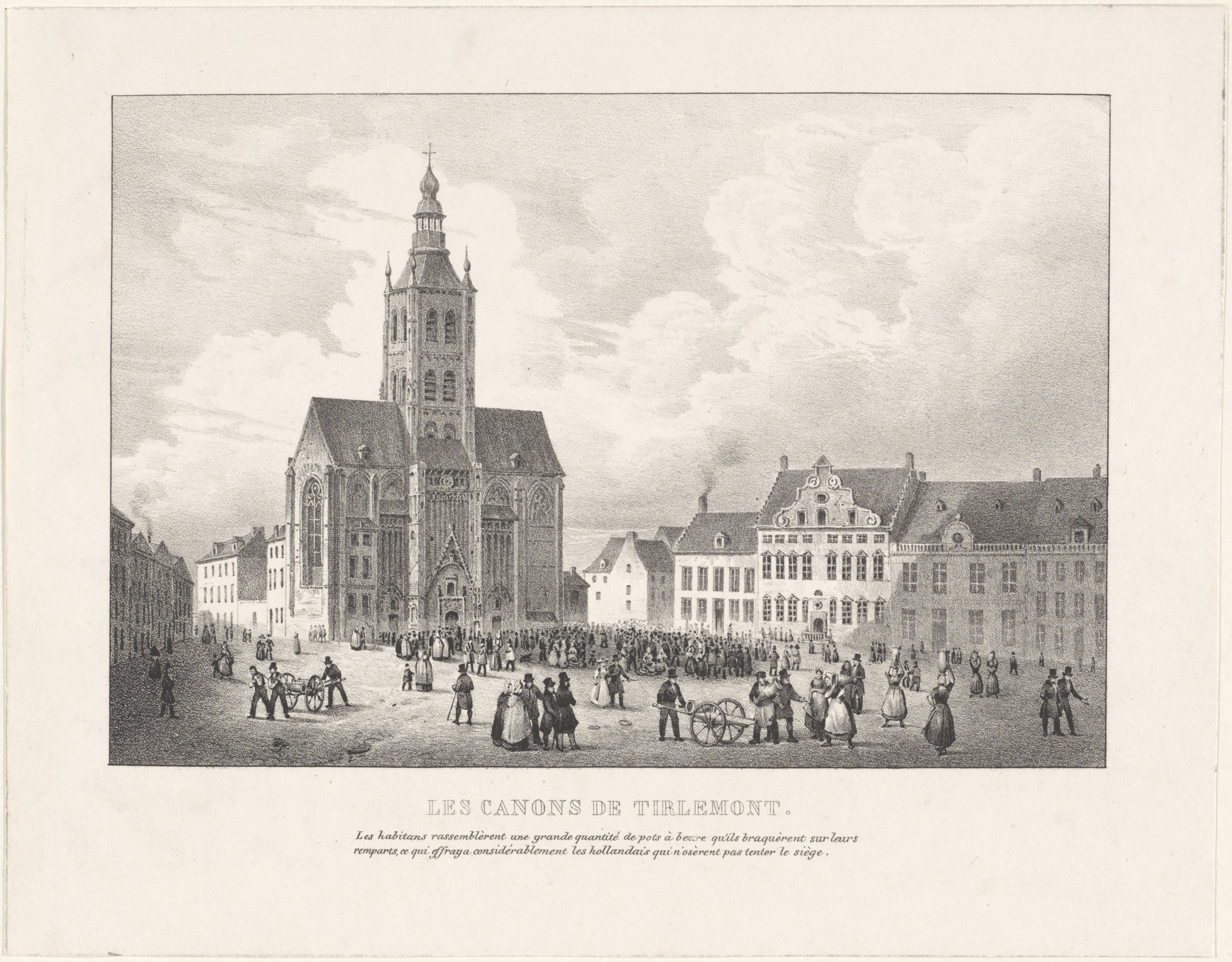
Les « canons de Tirlemont » : les habitants rassemblent sur leurs remparts une grande quantité de pots à beurre, qui ressemblent à des canons et effraient les Hollandais qui n'osent pas assiéger la ville le 23 septembre.

### Classe sociale
Les combattants volontaires de la révolution belge sont essentiellement issus de la classe populaire ouvrière réunis en corps francs. On y trouve aussi des bourgeois, réunis depuis le début du mouvement insurrectionnel en gardes bourgeoises, créées précisément dans le but de contrôler les masses populaires et de protéger les intérêts des classes plus élevées en empêchant les pillages et les incendies comme ceux qui s’étaient produit lors des émeutes d'août 1830 à Bruxelles, mais aussi à Bruges ou à Verviers. Des altercations ont dès lors lieu entre le peuple et les bourgeois, comme avec la garde bourgeoise d'Anvers ou la garde bourgeoise de Bruxelles. Lors des combats contre les « hollandais », ce sont essentiellement les masses populaires qui fournissent la troupe, bien que certains bourgeois se distinguent. On note par exemple les faits d'armes de la garde urbaine liégeoise dans la prise du fort de la Chartreuse le 20 septembre, puis celle de la citadelle de Liège le 6 octobre.

### Belges

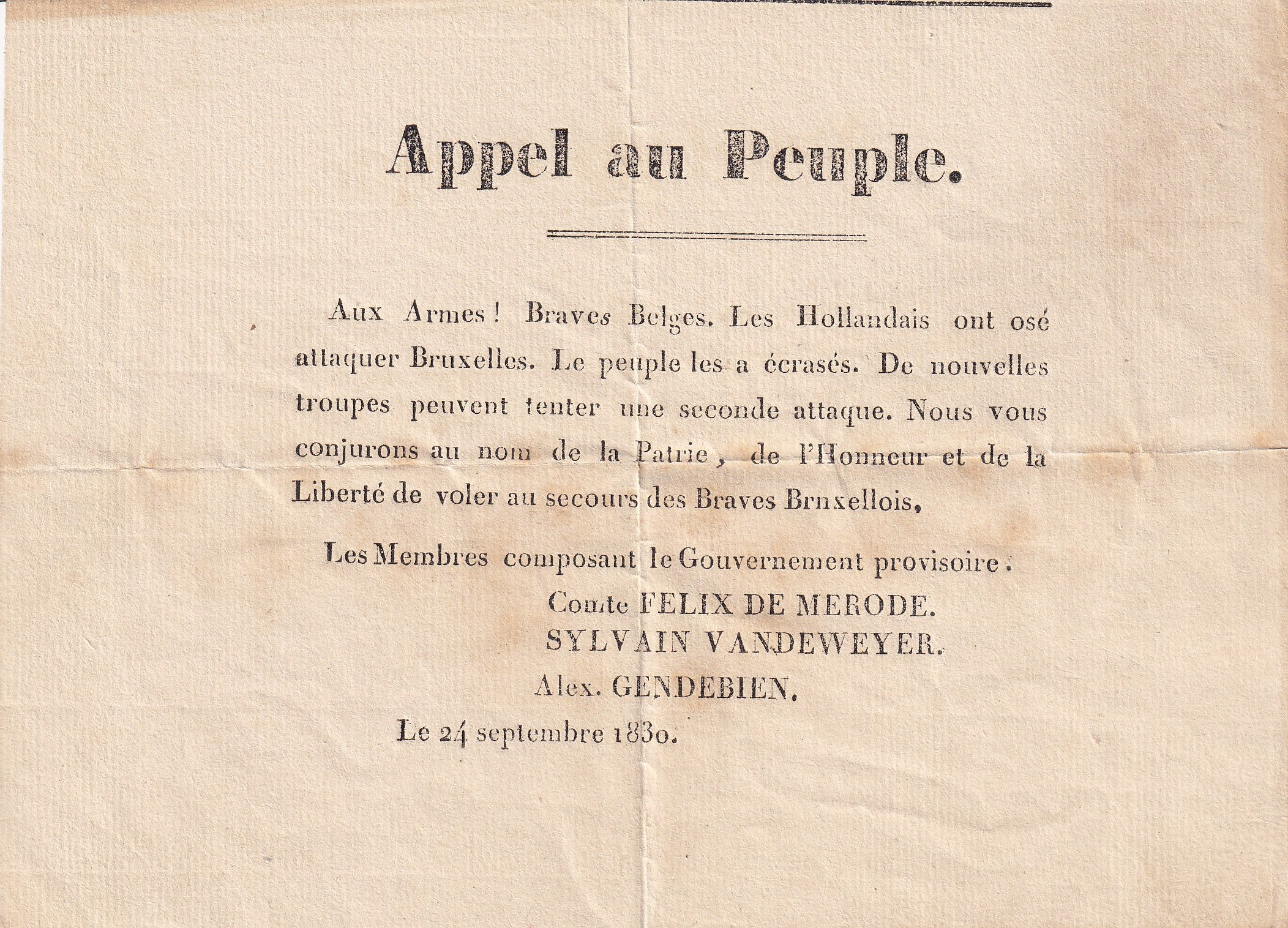
Tract publié par le gouvernement provisoire de Belgique dès le début des Journées de Septembre.

Un grand nombre de volontaires sont des belges qui désertent de l'armée du Royaume uni des Pays-Bas au fur et à mesure de l'évolution de la révolte. Par exemple, en réponse aux émeutes d'août 1830 à Bruxelles le roi Guillaume signe l'arrêté royal n° 54 du 28 août 1830, qui rappelle les miliciens primitivement exemptés. Toutefois, en date du 24 septembre 1830, seulement 29 131 d'entre eux sont rentrés sur un total de 38 200. Sur les 9 069 absents, 5 701 sont Belges, essentiellement originaires des provinces du Brabant-Méridional, de Liège et de Namur.
On trouve également bon nombre d'anciens soldats de la Grande Armée de Napoléon Bonaparte, comme le célèbre Jean-Joseph Charlier dit « Jambe de Bois ». De nombreux citoyens n'ayant pas d'expérience militaire se joignent aux combattants et l'on voit d’abord arriver certains volontaires « isolés » ou en petit groupes rejoignant de leur propre initiative les centres d’agitation, à pied, par la diligence ou la malle-poste. C’est ainsi que lors des Quatre Jours de Bruxelles, on trouvera bon nombre de combattants flamands venus de villes n’ayant pas formé ni envoyé de corps francs, comme Alost, Anvers, Courtrai, Gand ou Ninove. Certains corps francs seront toutefois organisés par des villes flamandes, tant pour défendre Bruxelles (avec la venue du célèbre corps des Volontaires de Louvain d'Adolphe Roussel, celui d'Aarschot ou celui de Roulers de Pierre Rodenbach) que pour défendre d'autres villes, comme ceux venus de Diest ou d’Heverlee pour défendre Louvain en septembre, mais aussi pour se soulever d'eux-mêmes comme à Tirlemont, Lierre, ou à Anvers lorsque les insurgés s'emparent de la ville fin octobre.
Du côté de la « Wallonie » (terme encore très vague à l’époque), les volontaires ralliant Bruxelles avant ou pendant les Journées de Septembre sont principalement venus grâce à l'aide de recruteurs. Les premiers seront Pierre Emmanuel Félix Chazal, Édouard Ducpétiaux et Charles Pletinckx qui arrivent à Liège dès le 2 septembre 1830 pour y demander le secours des Liégeois. Ils trouvent échos chez Charles Rogier qui organise le départ du corps franc liégeois en trois vagues et arrive le 7 septembre dans la capitale. Quelques jours plus tard, les choses s'organisent avec la création la Réunion centrale : Henri Rosart et Joseph Nique arpentent l'est de la province de Hainaut, permettant de mettre sur pied de nombreux corps francs dans la région de Charleroi comme à Fleurus, Gilly, ou Gosselies. L'actuel brabant wallon, qui n'existe pas encore, est parcouru par Charles Plétinckx et Godefroid Nique où ils recrutent notamment dans la région de Nivelles. Philippe Lesbroussart et Isidore Plaisant se redent quant à eux dans le Borinage, d'où ils reviennent avec des troupes de Fayt-lez-Manage, La Hestre, Morlanwelz ou encore Seneffe. On note toutefois également d'importants détachements spontanés comme ceux venus de Tournai ou de Wavre ainsi que de nombreux plus modestes venant gonfler les rangs belges après la libération des villes sous garnison « hollandaise » comme Ath, Mons ou Philippeville. D'autres corps de volontaires viendront à la défense de villes de province comme les andennais, dinantais et les huttois qui rallient Liège et participent entre autres aux combats de Sainte-Walburge.

#### Controverse linguistique et régionaliste

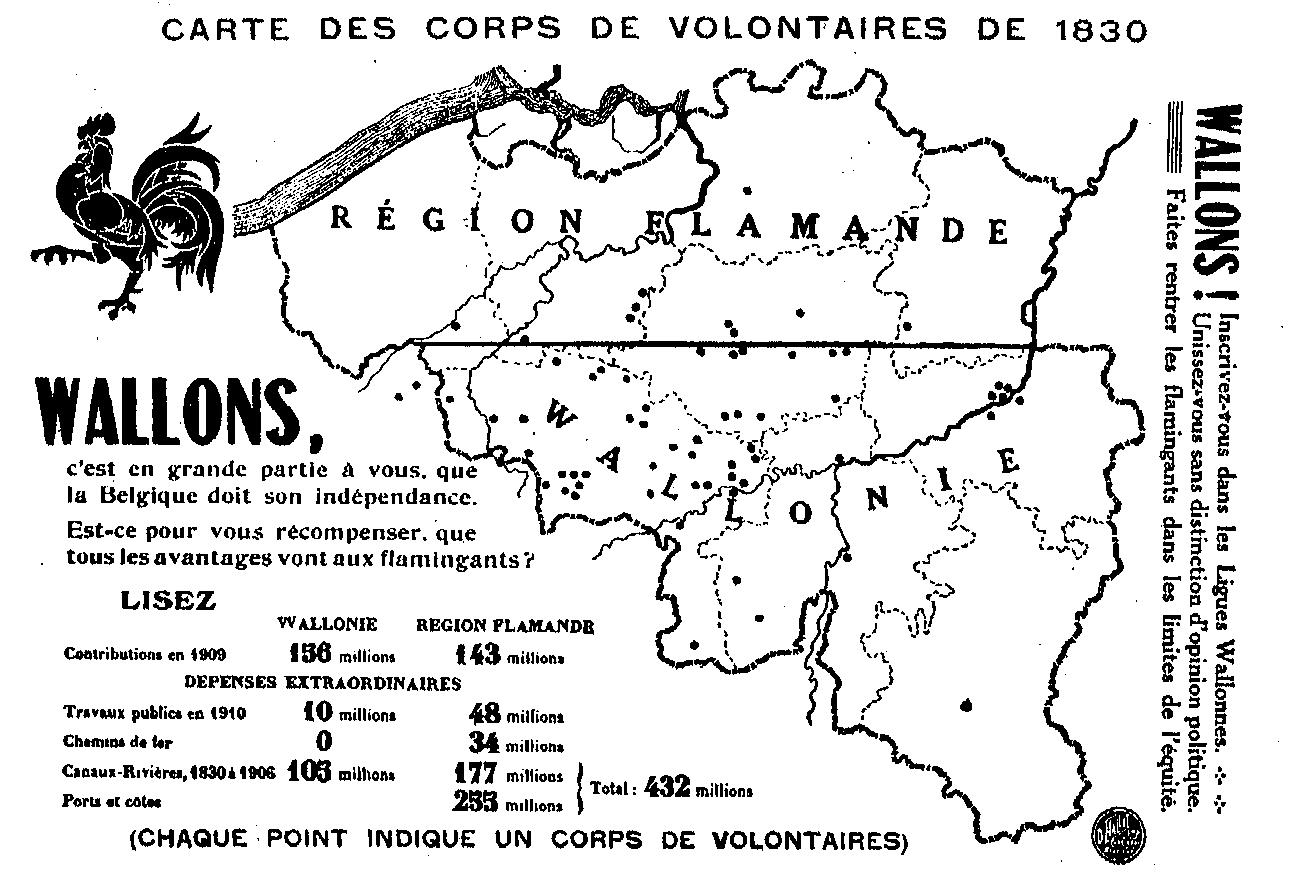
Affiche de 1912 de la ligue wallonne tentant de démontrer un déséquilibre entre le pourcentage de volontaires wallons et flamands en 1830 dans le cadre de la question communautaire en Belgique.

Un débat existe quant à l'origine des différents corps de volontaires ayant participé à la révolution belge de 1830. En effet, après la naissance de la question communautaire en Belgique, le mouvement wallon est accusé d'avoir repris à son compte une partie de l’insurrection en prétendant que les combattants de 1830 étaient essentiellement originaires de l'actuelle région wallonne et donc majoritairement francophones. C'est ainsi que la fête de la Communauté française de Belgique se tient le 27 septembre, date de la fin de l'épisode des Quatre Jours de Bruxelles, lorsque l'armée néerlandaise est chassée de la capitale par les volontaires belges. Cette théorie est notamment étayée dans l’ouvrage L'Insurrection prolétarienne de 1830 en Belgique de Maurice Bologne, paru en 1929 qui fut longuement critiquée par ses pairs. Citons également l’œuvre d'Arnoldus Smits (nl) 1830, Scheuring in de Nederlanden, dont la première partie (Deel 1. Holland stoot Vlaanderen af) est parue en 1950 et dans laquelle il soutient que les Flamands sont restés relativement passifs lors de la révolution belge car ils n'avaient que peu de griefs envers les « Hollandais » dont ils se sentaient proches et que les combattants étaient majoritairement issus de Wallonie et des milieux francophones.
Ces ouvrages entraînent de vives controverses, notamment avec les professeurs Pieter Geyl et Carel Gerretson, qui conduisent à une véritable bagarre lors de la cérémonie de promotion de Smits. En 1951, la polémique fait à nouveau surface dans la revue De Vlaamse Gids où le professeur gantois Jan Dhondt contredit à nouveau la thèse d'Arnoldus Smits. Au début des années 1980, l’américain John W. Rooney s'intéresse au sujet et dessine un profil du combattant de 1830 qui mène à penser qu'il s’agirait avant tout d’une révolution d’ouvriers et de journaliers à majorité bruxelloise et dont les langues maternelles étaient leurs patois locaux, essentiellement assimilés au flamand, comme le brusseleir. En effet, si le français est bien choisi comme seule langue officielle de la Belgique après son indépendance du 4 octobre 1830, ce dernier est essentiellement parlé par la bourgeoisie, qu'elle soit flamande ou wallonne, et que le peuple wallon ne parle généralement que les différentes langues vernaculaires de sa région, comme les patois wallons en eux-mêmes, mais aussi le picard, le gaumais, l'ardennais, le luxembourgeois, le limbourgeois ou encore le francique ripuaire. De nombreux journaux sont en effet édités en français, mais ceci est également le cas en Flandre, comme le Courrier des Pays-Bas ou encore l’hebdomadaire orangiste le Courrier de Gand, par exemple. On retrouve le même principe dans le Grand-duché de Luxembourg avec le Journal de la ville et du Grand-Duché de Luxembourg. La législation sur l'usage des langues en Belgique évoluera par la suite avec l'apparition des tensions communautaires au fur et à mesure de l'histoire du pays.
La thèse d'une révolution faite ou fortement influencée par des francophones demeure dès lors particulièrement controversée. Il est aussi important de souligner que, si les combattants venaient initialement plutôt du sud du pays, les combats de la guerre belgo-néerlandaise, se sont, eux, déroulés essentiellement dans le nord (à quelques exceptions près et hormis la prise des citadelles et des forts de la barrière Wellington). Au début de l'insurrection de 1830 dans les Pays-Bas méridionaux, outre les émeutes de Bruxelles, le sang belge coule par exemple, à Anvers et à Bruges dès le 28 août, et à Louvain le 2 septembre. Différentes personnalités « hollandaises » ou orangistes haut placées empêchent le développement de la révolution en Flandre, comme le gouverneur de la province de Flandre-Orientale, Hendrik Jacob van Doorn van Westcapelle (nl) qui règne sur celle-ci avec une main de fer. Il démet par exemple le bourgmestre de Termonde, François van den Broucke de Terbecq dès lors que celui-ci et le conseil de Régence de la ville se déclarent en faveur de la séparation de la Belgique et du Royaume uni des Pays-Bas. Van Doorn fait également considérablement renforcer la garnison d'Alost dès le 10 septembre après que Liévin Van der Looy (nl)ait tenté de soulever la ville. À Audenarde Camille de Smet (nl) essaye de faire arborer le drapeau belge début septembre, mais en est est empêché et poursuivi en justice. À Grammont, René Spitaels, meneur de l'opposition et officier de la garde bourgeoise, est arrêté et emprisonné. La bourgeoisie industrielle et commerçante flamande est également généralement frileuse, si pas hostile à la révolution en raison de la peur de l'instabilité qui pourrait en naitre mais aussi de la perte du marché néerlandais et de son empire colonial.
On note également qu'il y eut plus de « Flamands » tués lors des Journées de Septembre à Bruxelles que de « Wallons » : sur les 466 volontaires inhumés dans la crypte du monument aux martyrs de la révolution de 1830, on dénombre en effet 183 Bruxellois, 132 Flamands, 123 Wallons et 28 étrangers. Bon nombre d'habitants flamands (francophones comme néerlandophones) des villes « libérées » lors de la campagne de Flandre et celle du Limbourg se joignent alors à la nouvelle armée belge ou aux corps de volontaires. De plus, si le terme de « Flandre » était déjà largement répandu et utilisé depuis des siècles, ce n'était pas le cas de la Wallonie qui demeurait un concept et un territoire assez flou au sortir des Temps modernes, particulièrement dans les différences entre la principauté de Liège et les autres anciens comtés et duchés. Toutefois, l'influence de la participation française à la révolution belge de 1830 demeure, quant à elle, notoire et non-négligeable.

### Français
Parmi les étrangers, la participation française à la révolution belge de 1830 fournit un grand nombre de citoyens et combattants de la Monarchie de Juillet et plusieurs corps francs. Parmi les combattants français célèbres, on trouve Pierre Emmanuel Félix Chazal, Ernest Grégoire, Jenneval (compositeur des paroles de La Brabançonne), Anne François Mellinet, Charles Niellon ou encore Louis Adolphe Le Doulcet de Pontécoulant.

### Luxembourgeois
Il en va de même lorsque le mouvement atteint le Grand-duché de Luxembourg dont la particpation massive entrainera son annexion à la Belgique dès le 16 octobre 1830 pour en former la neuvième province : la province de Luxembourg. Arrivés au compte-goutte, majoritairement après les Journées de Septembre, les Luxembourgeois se regroupent dans le corps franc luxembourgeois sous la houlette de Dominique Claisse et participent à la guerre belgo-néerlandaise, essentiellement lors de la campagne d’Anvers.

## Uniforme
L'armée belge n'existant pas encore, les volontaires de la révolution belge portaient le plus souvent un sarrau bleu. Il s’agit d’une blouse de travail en lin, ornée de boutons en nacre et descendant jusqu’au genou. Il est porté depuis plusieurs années par la classe ouvrière et fut repris lors de la révolution par la grande majorité des combattants, montrant l'aspect populaire de celle-ci.

## Hommages

### Dans la culture populaire

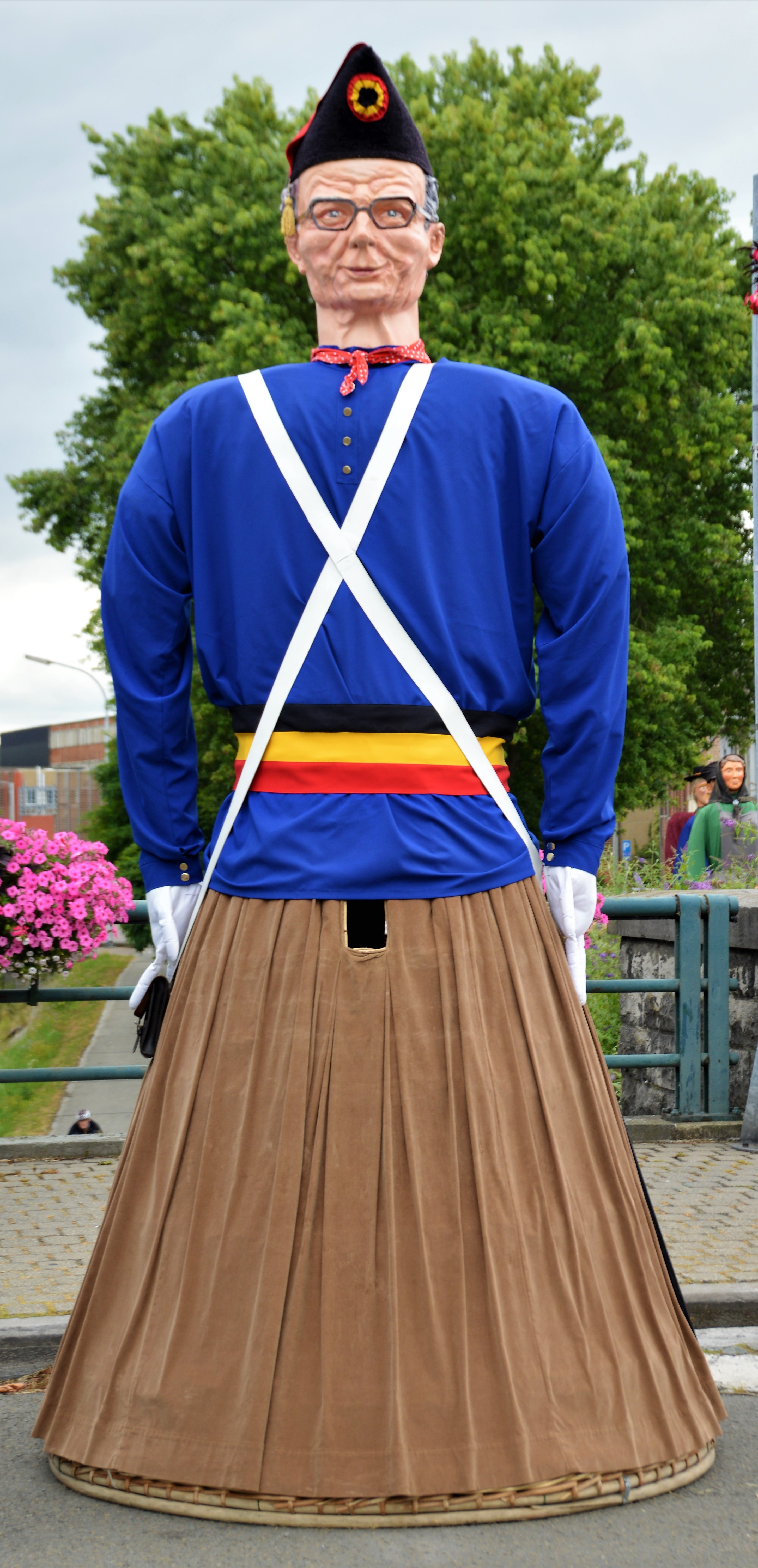
Le cannonier, l'un des géants de l'entité d'Ath.

- En septembre, le Manneken-Pis de Bruxelles est déguisé en volontaire de 1830 pour leur rendre hommage[194].
- La canon du Mont Sarah fait partie du cortège de la ducasse d'Ath.
- Le Canonnier, un volontaire athois de la révolution 1830, est l'un des géants de l'entité d'Ath, plus précisément du faubourg de Tournai.

### Monuments
De nombreux monuments aux morts des combattants de 1830 ont été érigés dans les communes belges, par exemple : 
- Binche : le monument de l'indépendance.
- Bruxelles : le monument aux martyrs de la révolution de 1830 et sa crypte, sur la place éponyme.
- Essen : le monument De Pomp, commémorant, entre autres, les cinq volontaires de la compagnie d'Erquelinnes décédés dans la commune[195].
- Jodoigne : le monument aux morts de 1830
- Jumet : plaque commémorative sur la maison communale.
- Liège : la colonne de Sainte-Walburge[196]
- Mons : monument des combattants de 1830[197]
- Nivelles : la colonne aux volontaires de 1830
- Tirlemont : Monument érigé en 1905 sur la Grand-Place de Tirlemont[198].

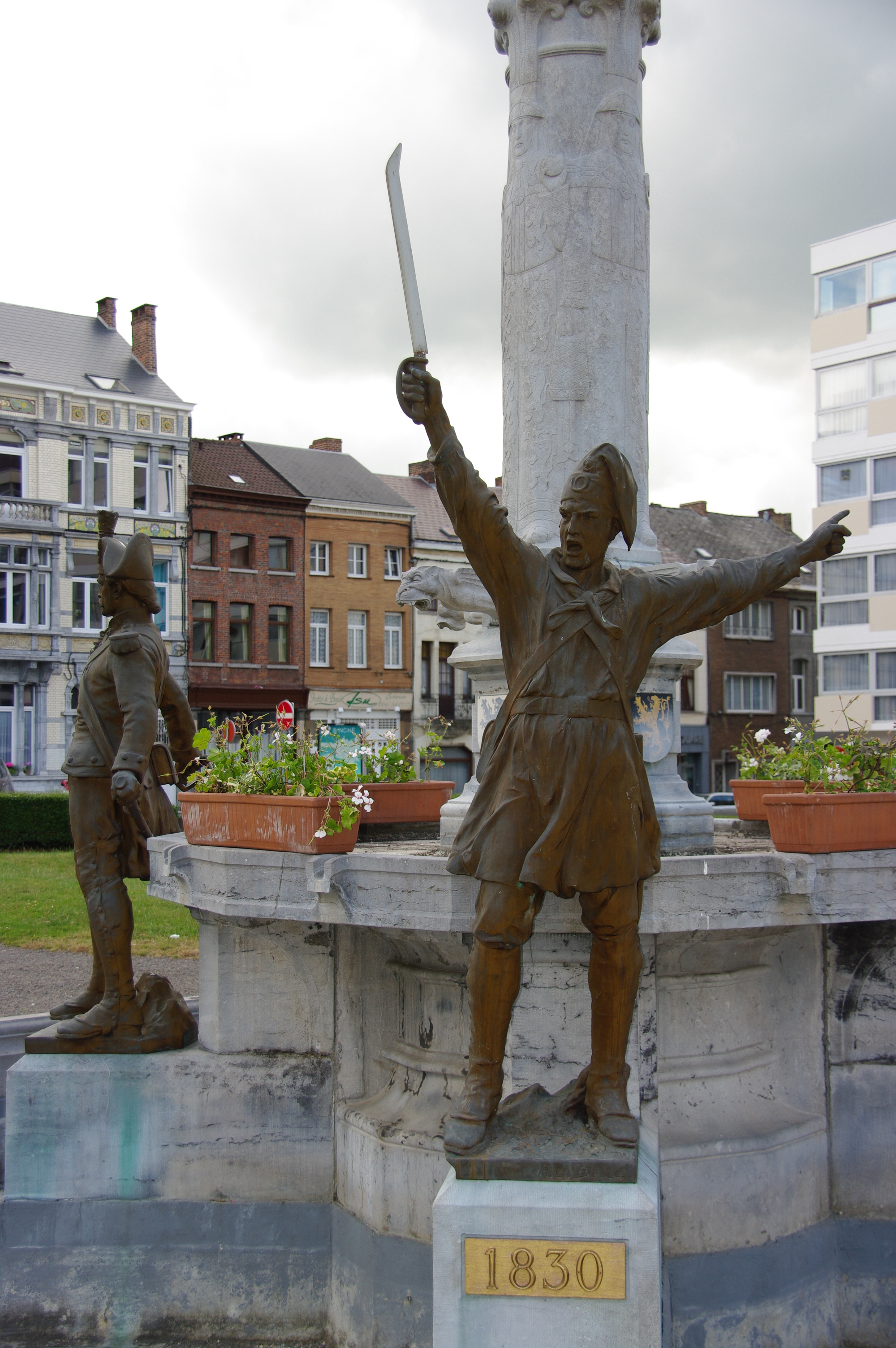
Monument de l'indépendance à Binche
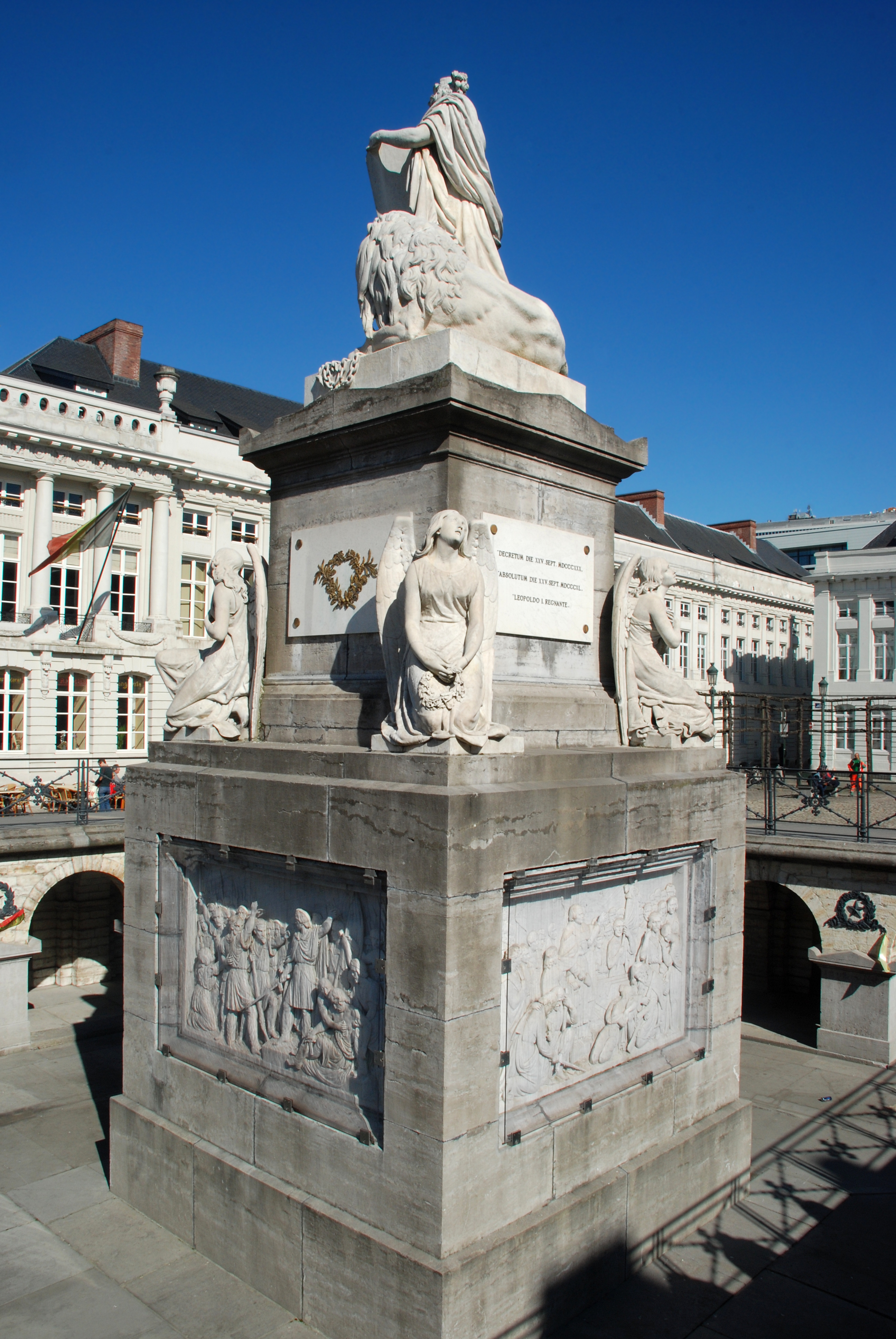
le Monument aux martyrs de la révolution de 1830 de Bruxelles
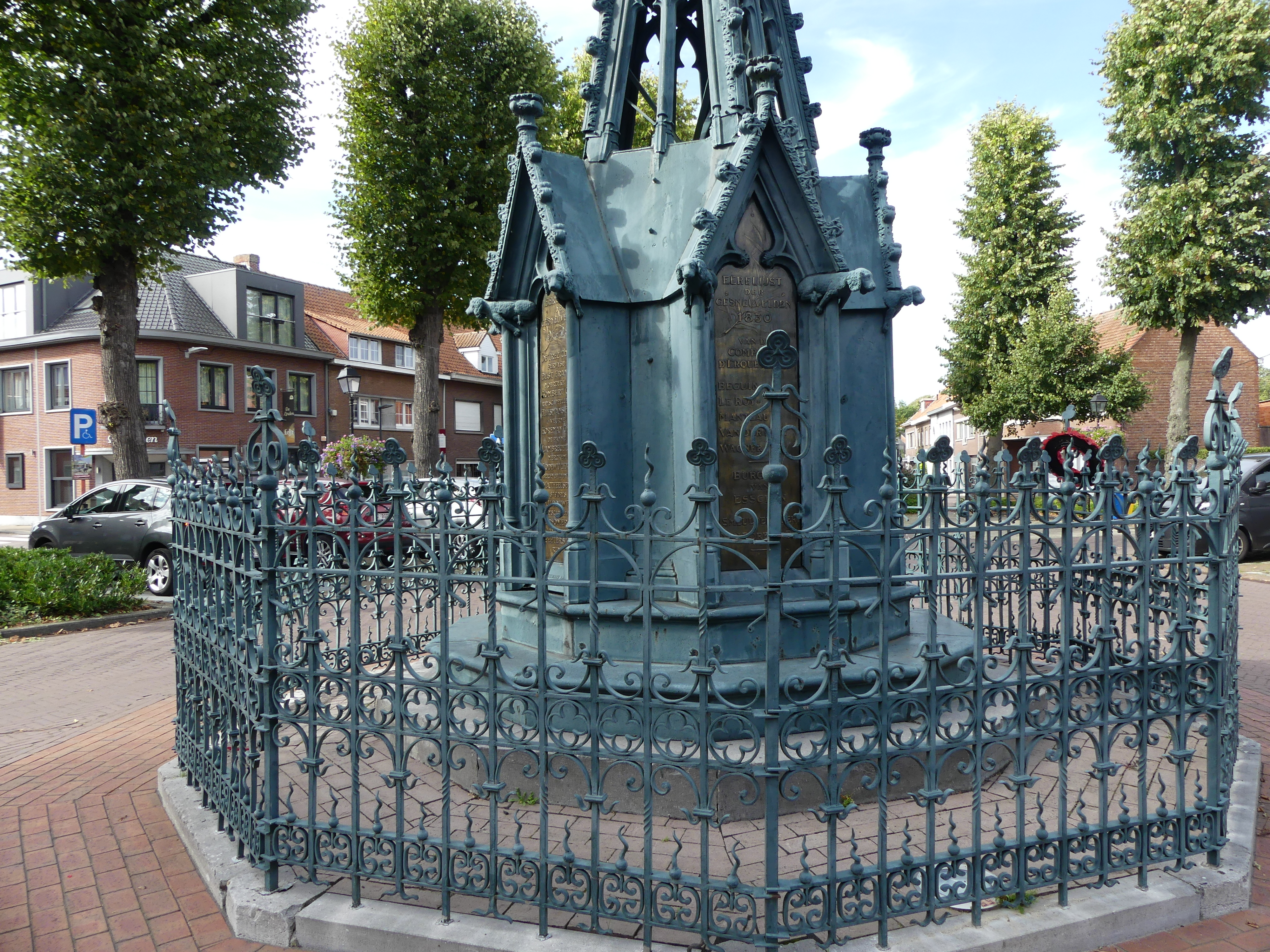
Monument De Pomp à Essen
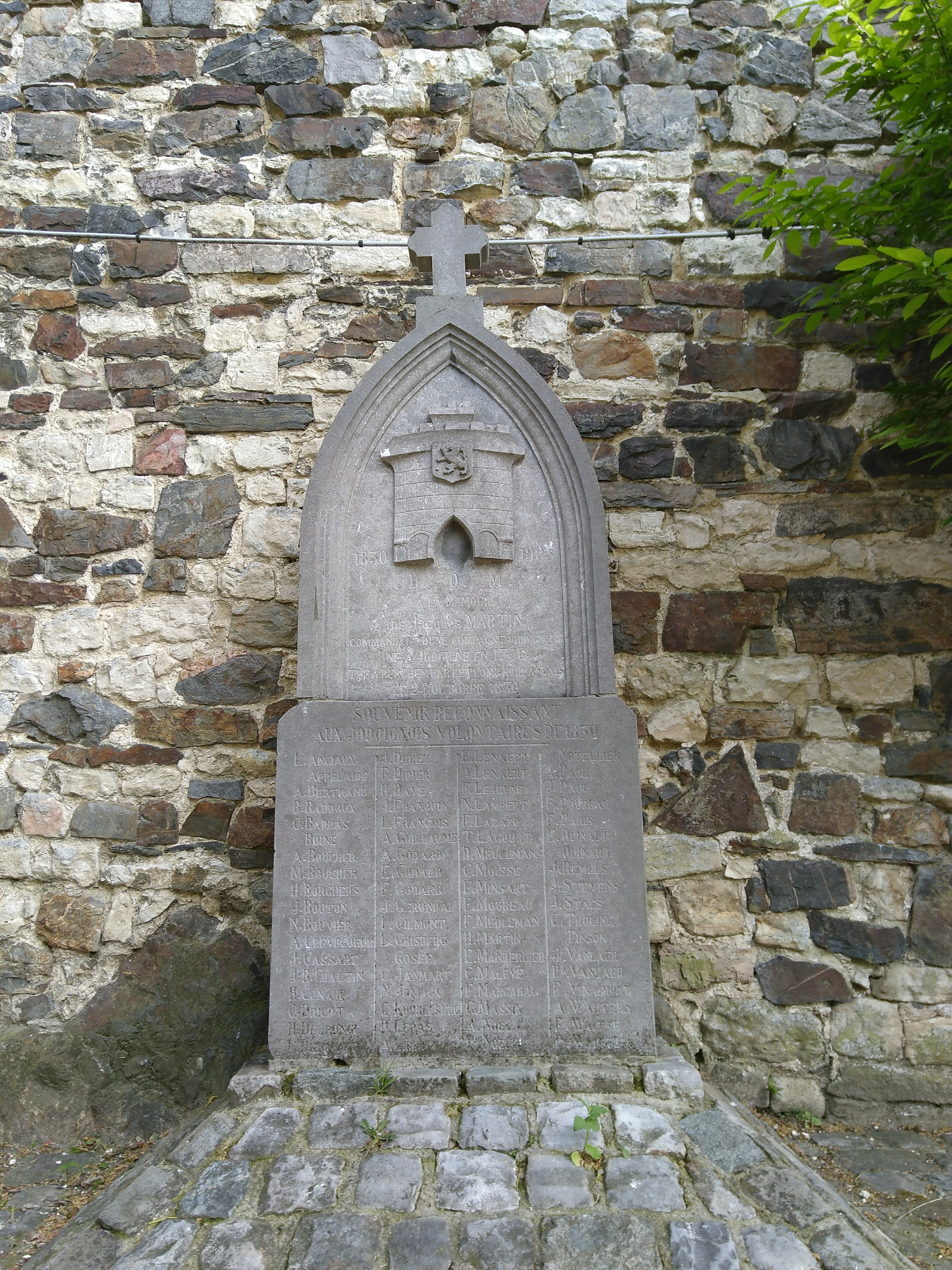
Le monuments aux morts de 1830 de Jodoigne
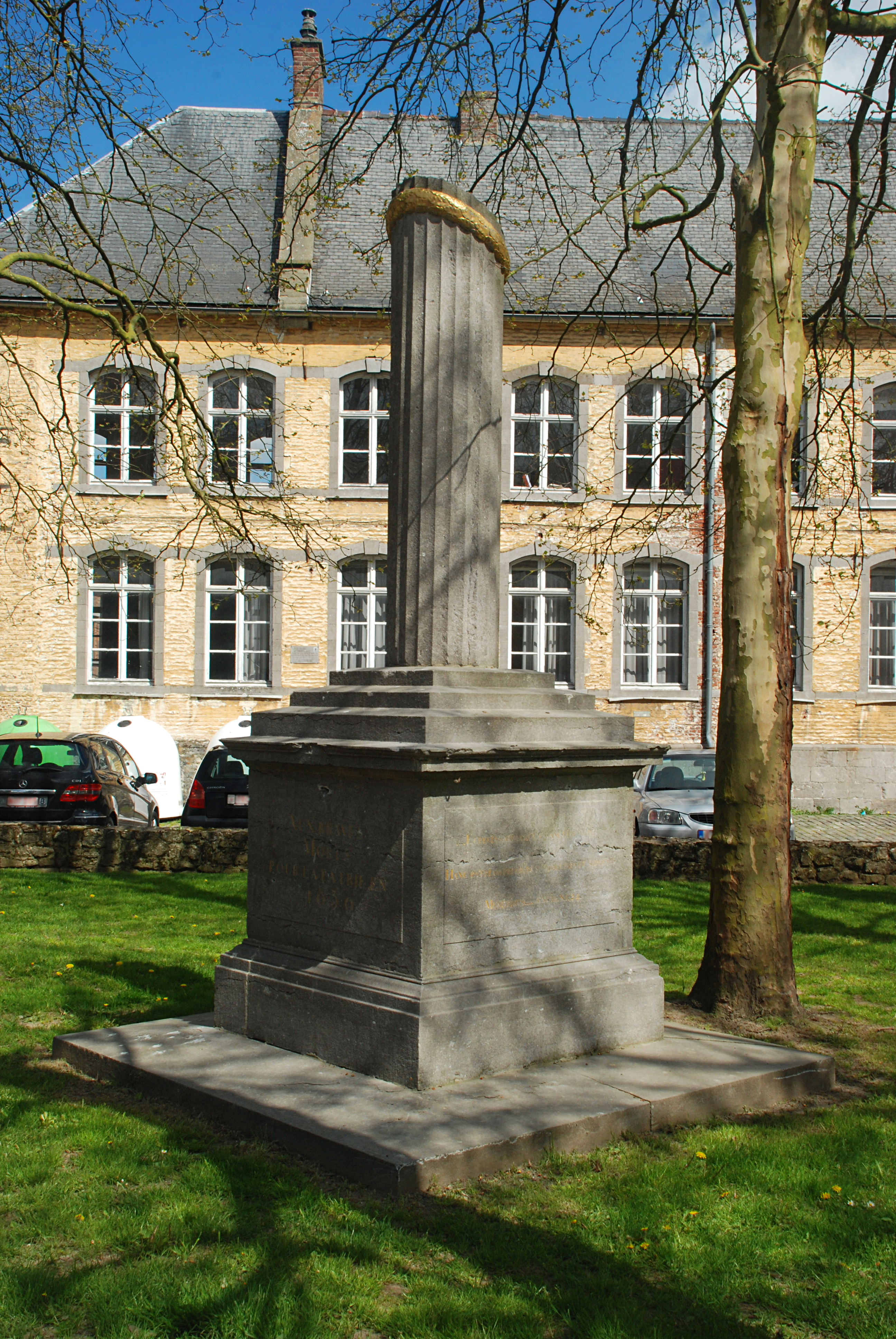
La colonne aux volontaires de 1830 de Nivelles
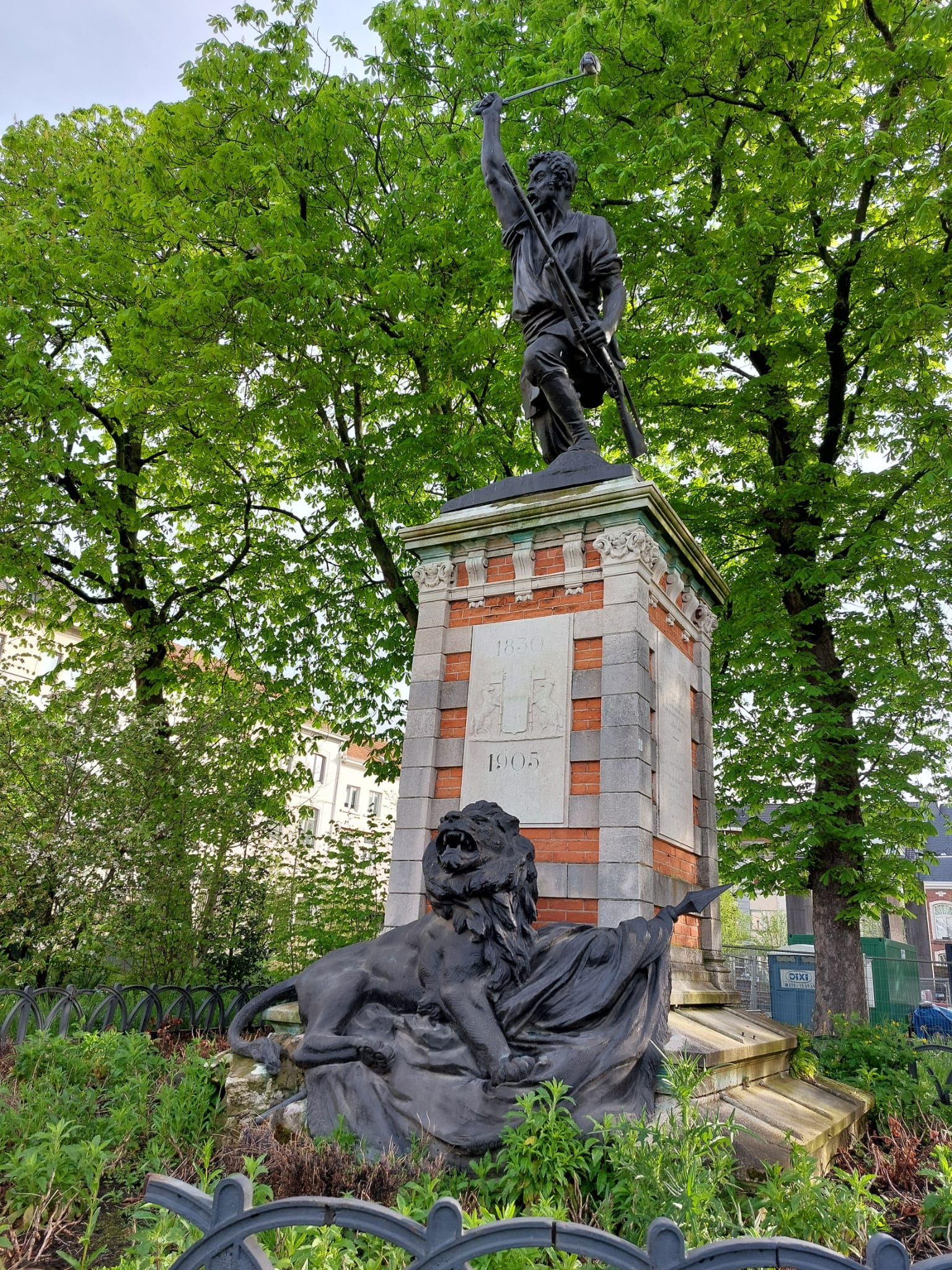
Monument de Tirlemont.

#### Crypte des Martyrs

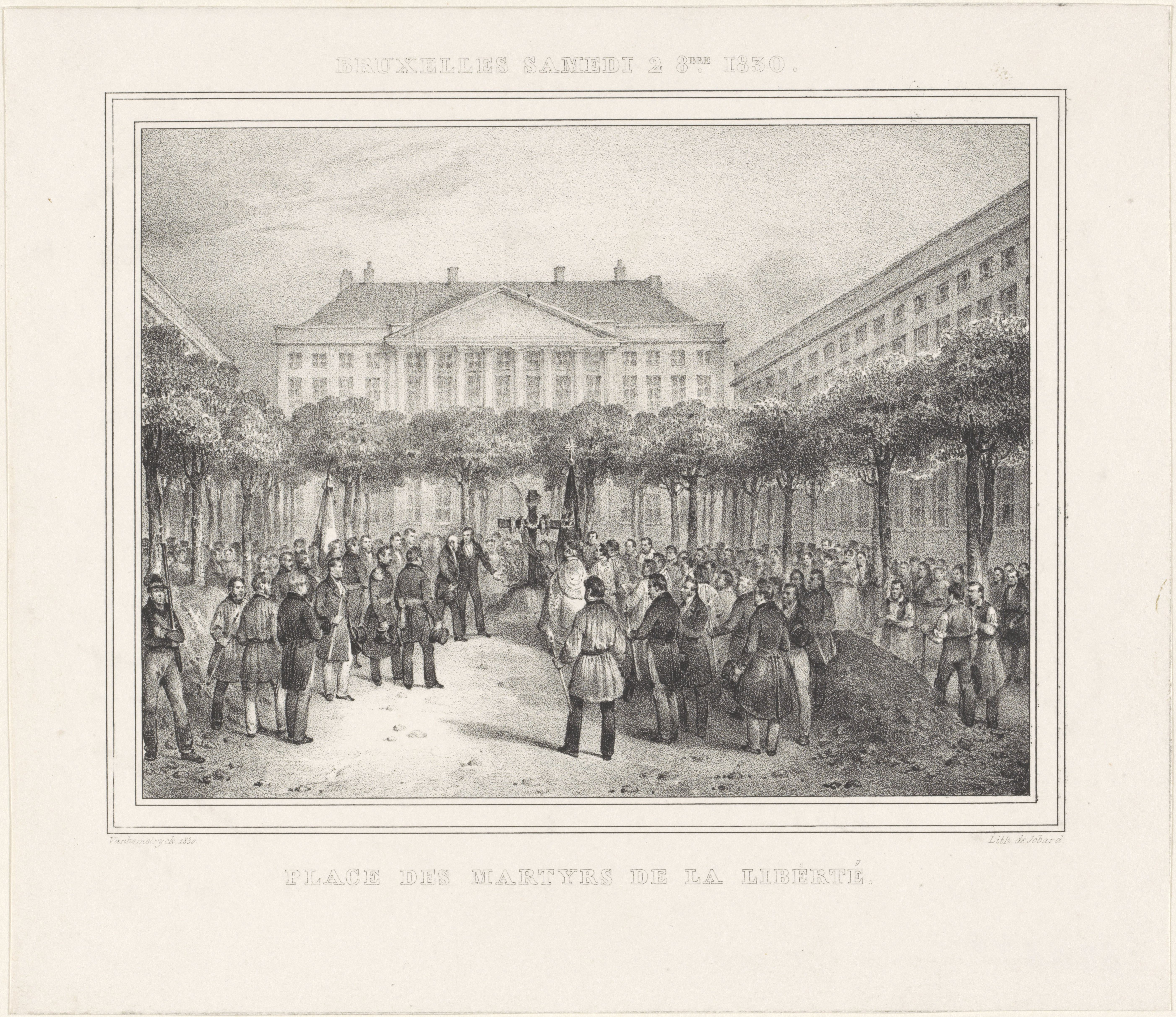
Fosse creusée juste après les Journées de Septembre sur la place des Martyrs de Bruxelles.

La crypte des Martyrs se situe au centre de la place des Martyrs et accueille les corps des 466 premiers Volontaires tués lors de l'épisode des Journées de Septembre. Les inhumations commencent le soir du 27 septembre 1830, dernier jour des combats à Bruxelles, après une consécration donnée par les curés de la Cathédrale Saints-Michel-et-Gudule de Bruxelles et de l'Église Notre-Dame du Finistère. Les corps furent déposés dans une fosse creusée par des ouvriers de la Ville dans la terrasse sud de la place.
La construction du monument débute en 1831, il est inauguré en 1838. Félix de Mérode, dont le frère Frédéric de Merode fut tué peu après la bataille de Berchem (nl), fit don des premiers fonds nécessaires en faisant don des 16 000 florins néerlandais qu’il recut en remerciement à sa participation au Gouvernement provisoire de Belgique.

### Récompenses
Plusieurs récompenses furent octroyées aux citoyens et militaires ayant participé à la révolution belge :
- La médaille du mérite de la Garde Civique
- La Croix de fer
- Les croix commémorative des volontaires de 1830
- Les Drapeaux d'Honneur de 1830
- Les Étoiles d'honneur de 1830

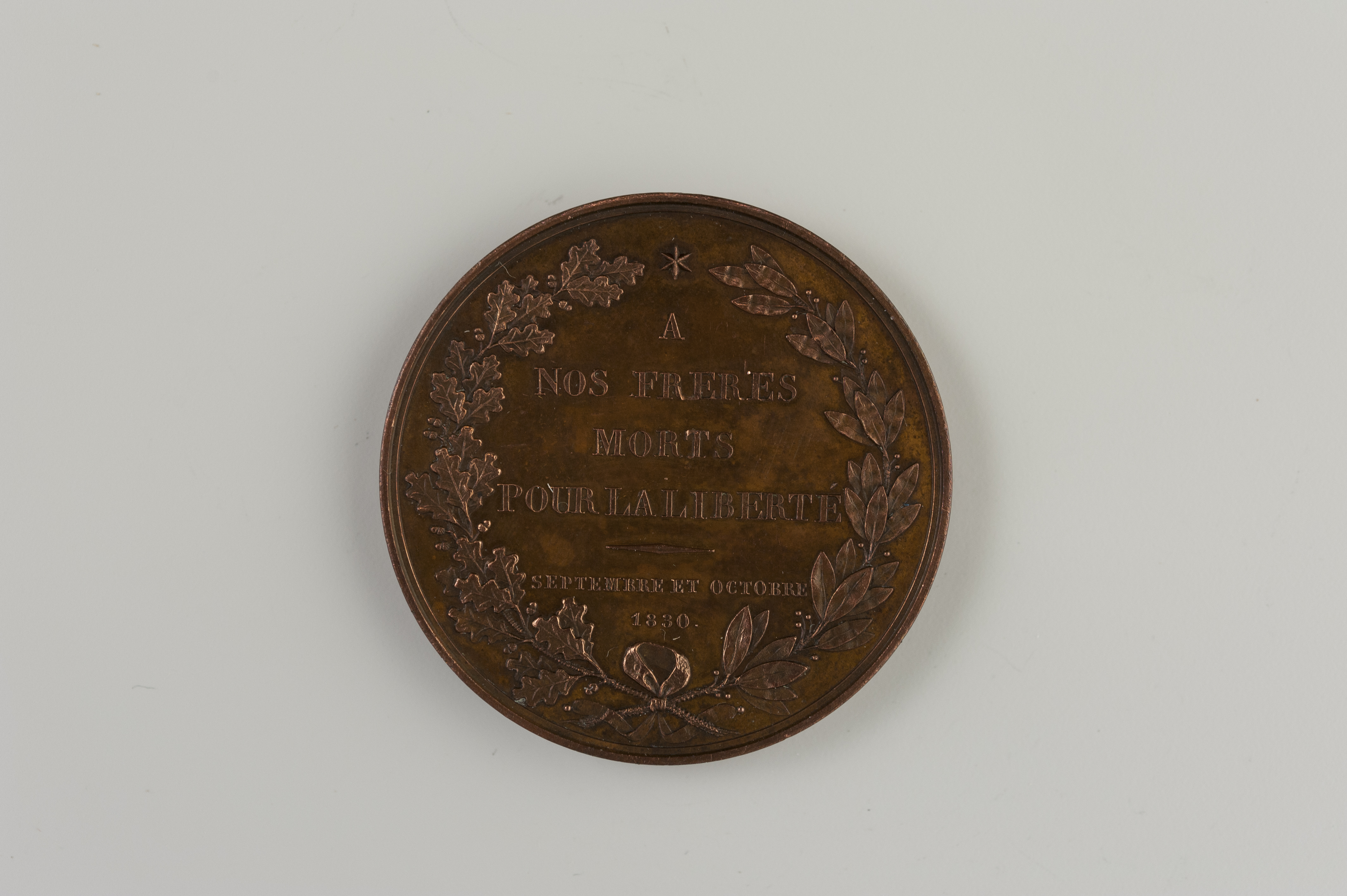
Médaille d'hommage aux morts de septembre et octobre 1830 (recto)
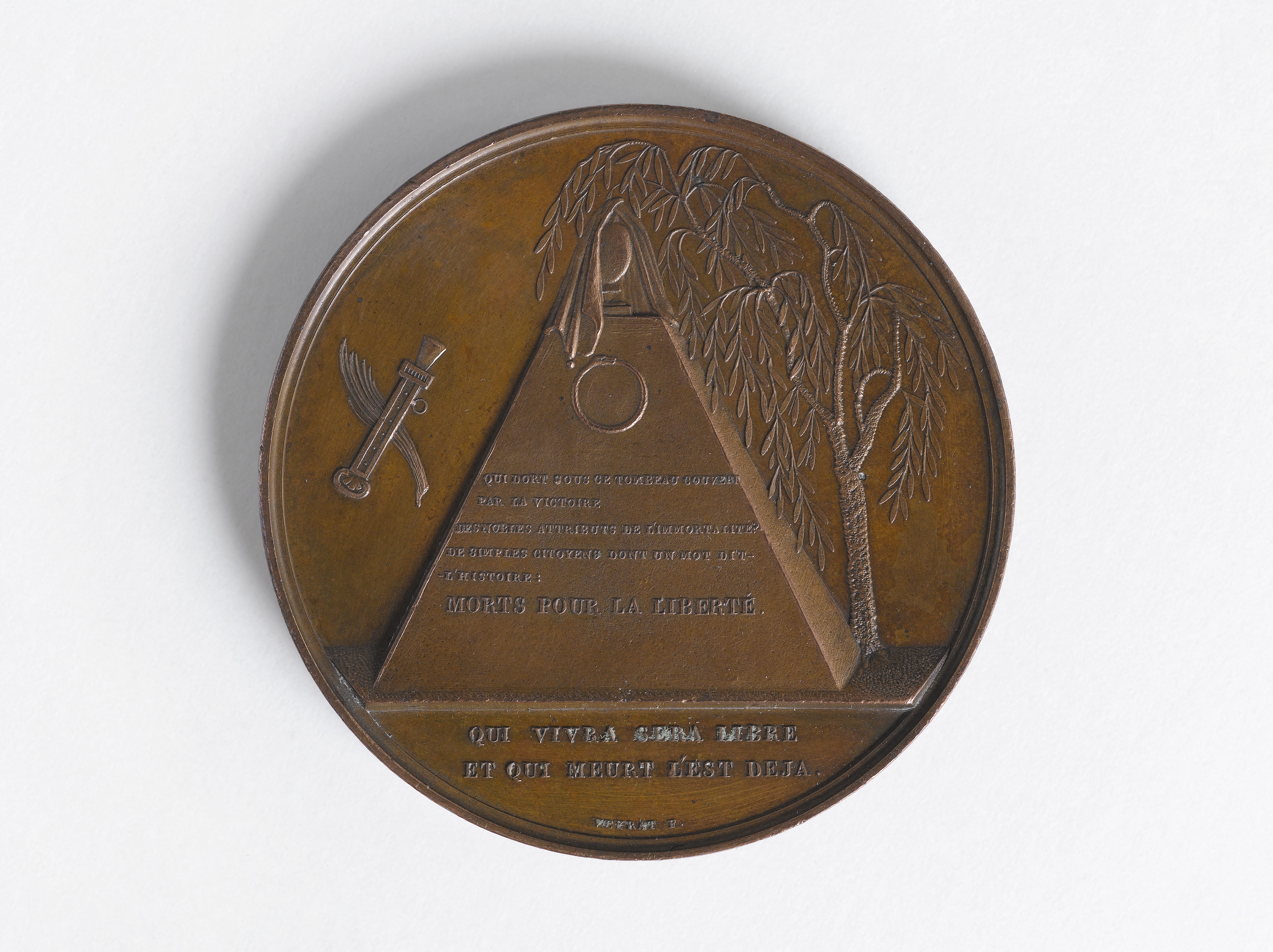
Verso
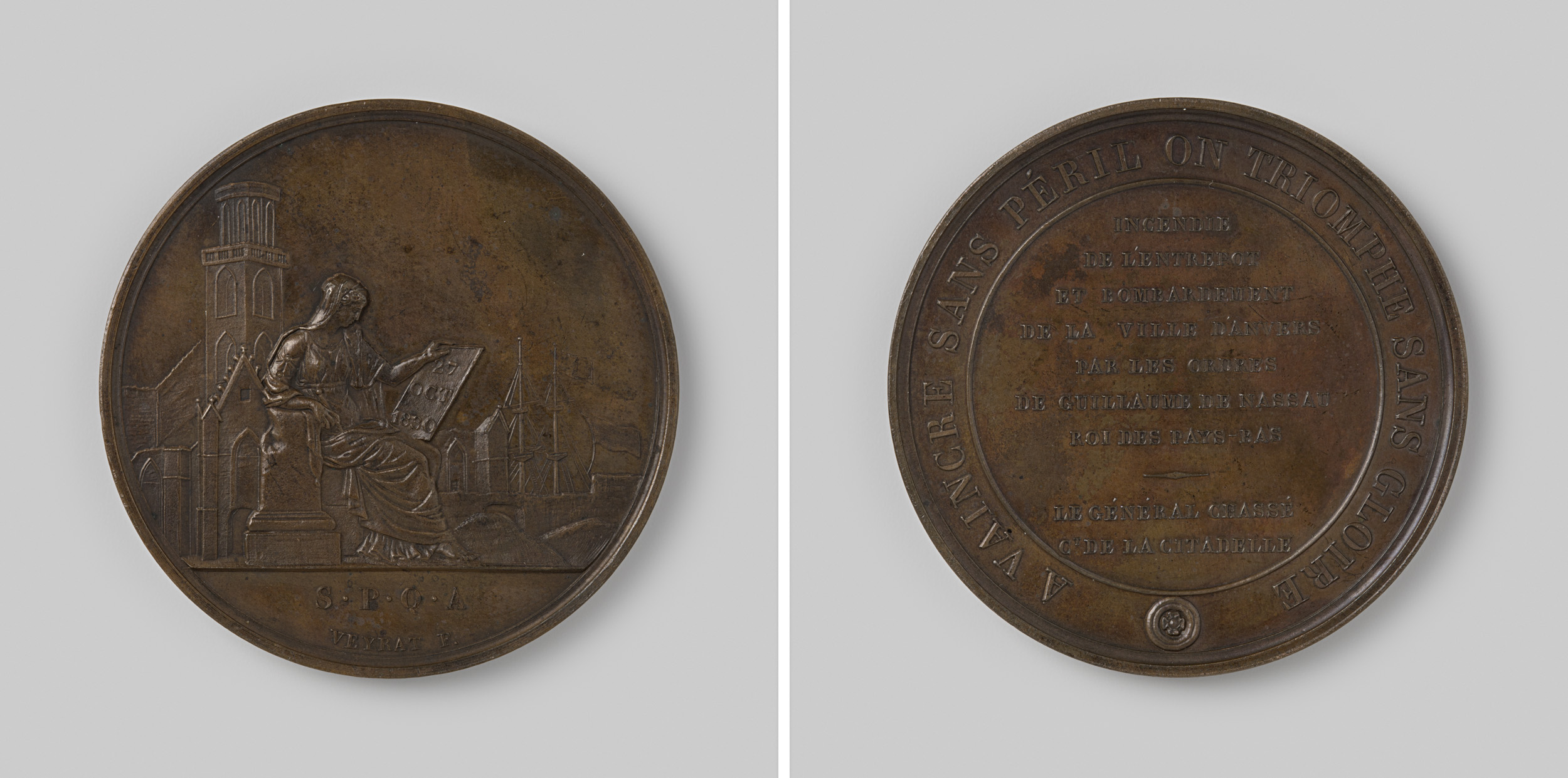
Médaille commémorant le bombardement d'Anvers de 1830

## Combattants célèbres

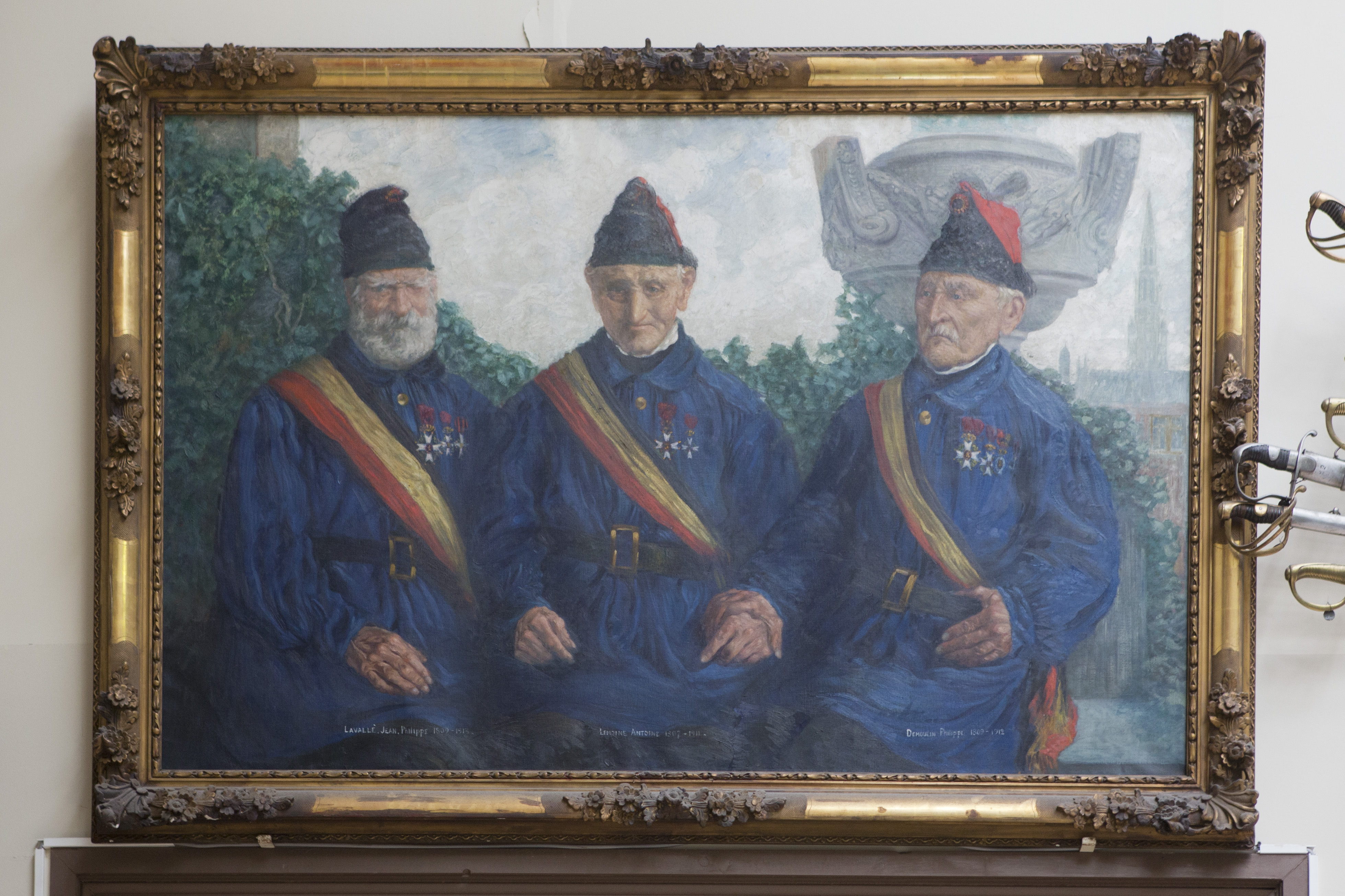
« Les trois derniers combattants de 1830 » sur un tableau d'Emile Vermeersch exposé au Musée royal de l'Armée et d'Histoire militaire de Bruxelles. De gauche à droite : Philippe Demoulin (1809-1912), Antoine Lemoine (1807-1911) et Jean-Philippe Lavallé (1808-1913).

Voici une liste non-exhaustive de combattants volontaires notoires ayant pris part à la révolution belge de 1830 :
- Jean-Joseph Charlier dit « Jambe-de-bois », né le 4 avril 1794 à Liège et décédé le 30 mars 1886, combattant liégeois célèbre pour son action lors des Journées de Septembre ainsi que pour y avoir emmené ses deux canons : Marie-Louise et Willem.
- Albert François du Chasteler : forme les chasseurs Chasteler après les Journées de Septembre.
- Jenneval, comédien et poète français né le 27 janvier 1801 à Lyon et mort le 18 octobre 1830 peu après la bataille de Lierre, est également l'auteur de a première version de La Brabançonne.
- Herman Kessels : prit part aux Quatre Jours de Bruxelles puis à la campagne d'Anvers avec ses deux fils.
- Jean-Philippe Lavallé, né le 4 février 1809 à Saint-Mard (province de Luxembourg) et décédé dans le même village le 19 février 1913 est, à cette date, le dernier des combattants de 1830[199],[200].
- Frédéric de Merode, membre des Chasseurs Chasteler et frère de Félix de Merode, décède le 4 novembre 1830 de ses blessures reçues lors de la bataille de Berchem (nl).
- Jean Eglé Edouard Pouchin, futur lieutenant-général belge[201].
- Les frères Rodenbach[202] de Roulers : Alexandre Rodenbach, Constantin Rodenbach, Ferdinand Rodenbach et Pierre Rodenbach (nl)
- Juan Van Haelen, militaire d'origine espagnol, venu participer à la révolution belge.

## Les femmes et la révolution belge

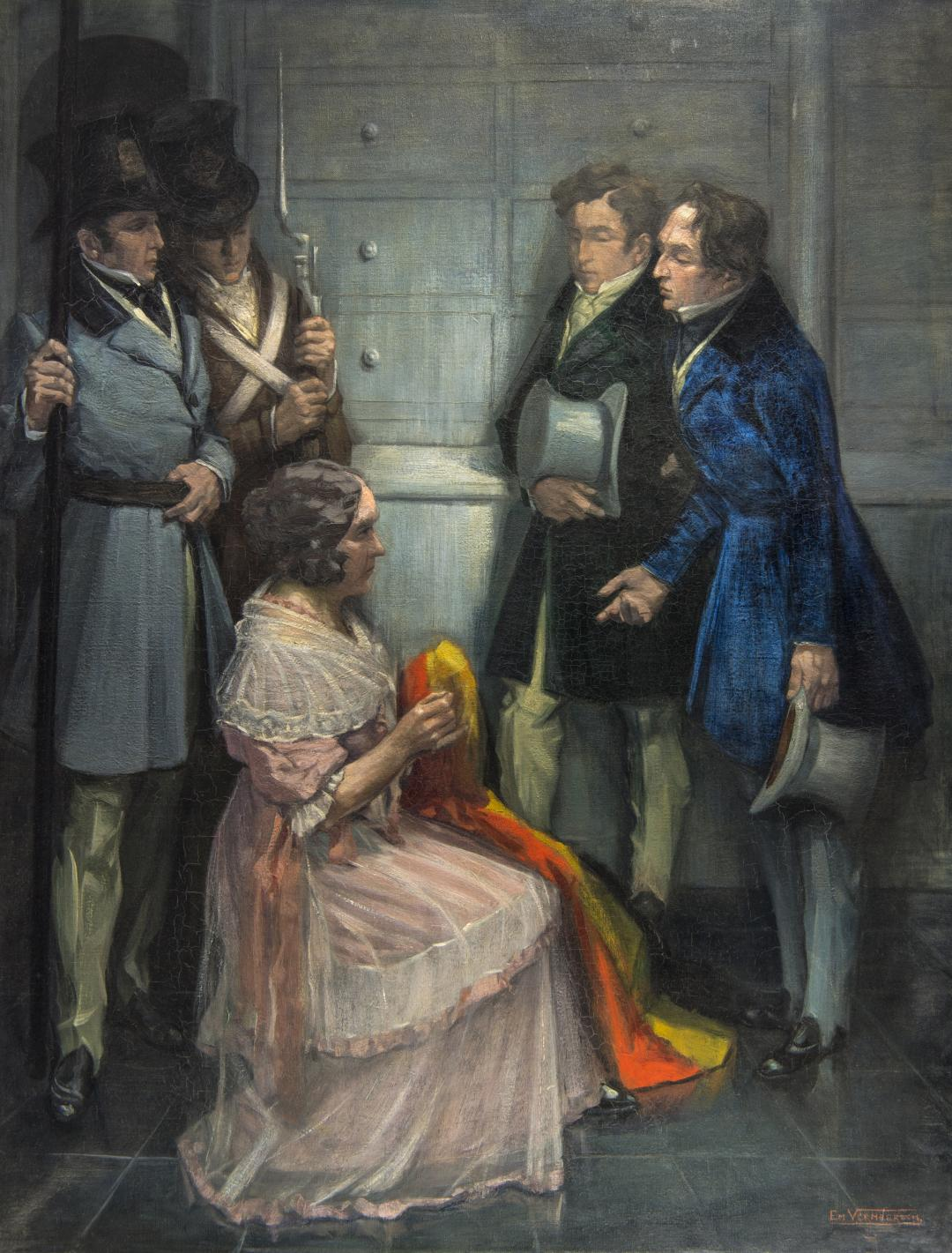
Tableau d'Emile Vermeersch de 1926 intitulé Marie Abts confectionne le premier drapeau belge.

Si la majorité des combattants de la révolution belge sont des hommes, les femmes jouent également un rôle mais le plus souvent de deuxième plan, comme de concevoir des drapeaux ou des vêtements ou encore pour soigner les blessés. Lors des Quatre Jours de Bruxelles, les bruxelloises s'attèlent aussi à confectionner des cartouches de munition avec la poudre trouvée en ville. Certaines femmes de cette époque sont restées célèbres, parmi elles : 
- Marie Abts, qui confectionne le premier drapeau de la Belgique le 26 août 1830 à Bruxelles.
- Adèle Kindt, peintre bruxelloise, célèbre pour son tableau Épisode des journées de septembre 1830.
- Anne-Marie Leroy, une dentellière athoise de 53 ans qui aurait  déclenché une émeute avec Catherine Seghin en haranguant la foule le 27 septembre 1830, contribuant ainsi au renversement des dernières unités « hollandaises » d'Ath. Elle est, depuis, célébrée dans le cortège de la ducasse d'Ath[205]
- Marie Lombars, cantinière à la 12e afdeeling des forces armées du royaume uni des Pays-Bas, elle se déguisa en homme pour combattre parmi les volontaires, notamment lors de la campagne d'Anvers. Elle s'illustra tout particulièrement lors de la bataille de Berchem pendant laquelle elle pénétra la première dans une maison de campagne vivement défendue par les soldats « hollandais »[206]. Cela lui valut d'être décorée de la Croix de Fer, elle est d'ailleurs la seule femme récipiendaire de cette récompense sur 1631 médailles octroyées.
- Dieudonnée Morel, née à Namur le 21 juin 1815, participe aux combats de Namur avec son père et son frère[82]. Elle fut décorée de la croix commémorative des volontaires de 1830[207] où il est mentionné qu'« à l'âge de 15 ans, elle brisa des palissades sur le glacis de la citadelle de Namur, armée d'un fusil, puis pénétra dans le chemin ouvert »[208].

Un livre de Soraya Belghazi, intitulé Les femmes et la révolution belge de 1830 et paru en 2016, retrace l'histoire de la révolution belge au travers de récits épistolaires de quatre femmes contemporaines, à savoir Eulalie De Bois (jeune fille de Verviers ayant tenu une correspondance avec son fiancé engagé dans la révolution à Huy), Justine Guillery (dont les célèbres Mémoires sont l'un des rares témoignages d'une femme dans la Révolution française, puis belge), Cécile Quételet (l'épouse d'Adolphe Quetelet, ayant laissé plusieurs lettres parlant de la révolution de 1830) et la comtesse Angélique de Rouillé de la région d'Ath, plutôt rangée du côté orangiste.
Une autre correspondance intéressante est celle entre Charles Antoine de Bieberstein Rogalla Zawadsky, capitaine « belge » du Garderegiment Grenadiers en Jagers (nl) resté fidèle aux Pays-Bas, avec sa femme, Henriette Bosch de Drakenstein, sa sœur Eléonore de Crooy et une amie de la famille Grégorine Chapuis (femme de Joseph de Kerckhove), publiée par Charles Terlinden en 1952.

## Souvenir
Diverses associations patriotiques et de souvenir rendent hommage aux volontaires de 1830. On trouve parmi elles :
- Bruxelles : 
  - L'asbl Pro Belgica[214]
  - L'asbl Volontaires de Bruxelles 1830 / Vrijwilligers van Brussel 1830[215].
  - La Société Royale des enfants et descendants des combattants de 1830, une asbl fondée en 1905, ayant obtenu son brevet « royal » le 31 octobre 1933[216].
- Thuin : la compagnie des Volontaires Belges de 1830[217]